# Pont-de-Buis-lès-Quimerch
Pour les articles homonymes, voir Pont-de-Buis et Quimerch.
Pont-de-Buis-lès-Quimerch (écrit localement Pont-de-Buis-lès-Quimerc'h) [pɔ̃dbɥi lɛ kimɛʁ] ou [pɔ̃dbɥi lɛ kimɛx] est une commune française du département du Finistère, dans la région Bretagne, en France, issue de la fusion en 1965 des trois communes de Pont-de-Buis, Quimerc'h et Logonna-Quimerc'h. La commune fait partie du parc naturel régional d'Armorique.
Pont-de-Buis-lès-Quimerc'h est située à mi-chemin entre Quimper et Brest, au confluent de l'Aulne et de la Douffine.

## Toponymie
Le nom de la commune provient du nom du pont qui enjambe la Douffine en contrebas au nord du bourg, pont qui est près du lieu-dit Ar Veuzenn qui signifie « étendue de buis ». Le suffixe « Quimerch » est tiré de l'ancienne commune de Quimerch qui a fusionné avec Pont-de-Buis et Logonna-Quimerch en 1965 ; « lès » indiquant que Pont-de-Buis se trouve à proximité de Quimerch. « Quimerch » vient des mots bretons kein et marc'h (chevaux) et signifie « échine de chevaux ».
En breton et localement la graphie est « -merc'h ». Elle est utilisée sur le site web officiel de la commune, sur les panneaux routiers, et en général par tous les textes locaux. Quimerc'h se prononce [kimɛʁx] « kimerr' » en breton comme en français. Par contre, le code officiel géographique utilise la graphie « Quimerch ».
En breton, le nom de la commune est Pont-ar-Veuzenn-Kimerc'h.
Ses habitants sont appelés les Pontdebuisiens et les Pontdebuisiennes.

## Géographie

### Un relief très accidenté
Pont-de-Buis-lès-Quimerc'h se trouve à 6 km au nord de Châteaulin, à 25 km au sud de Landerneau, à mi-chemin entre Brest et Quimper, à proximité de la presqu'île de Crozon, de la rade de Brest et des monts d'Arrée.
| Le Faou, Rade de Brest        | Hanvec, Forêt du Cranou    |             |
| Rosnoën, Presqu'île de Crozon | Pont-de-Buis-lès-Quimerc'h | Lopérec     |
| Dinéault                      | Aulne, Douffine            | Saint-Ségal |

Desservie par la voie expresse route nationale 165 Brest-Quimper-Nantes (l'ancienne route nationale 170 allant de Quimper à Brignogan-Plages, mais qui était en fait déjà l'axe Brest-Quimper-Nantes qui traversait le bourg de Pont-de-Buis, étiré tout en longueur le long de cet axe, sinueux et pentu, connu alors pour ses embouteillages) ; la commune est aussi desservie par le rail depuis 1867 (ligne Quimper- Brest construite initialement par la Compagnie des chemins de fer d'Orléans), le relief accidenté nécessitant la construction en 1865 d'un viaduc sur la Douffine et possède toujours une gare SNCF. Elle est traversée par la Douffine, dénommée aussi « rivière de Pont-de-Buis » et bordée au sud par l'Aulne et au nord par la rivière du Faou.

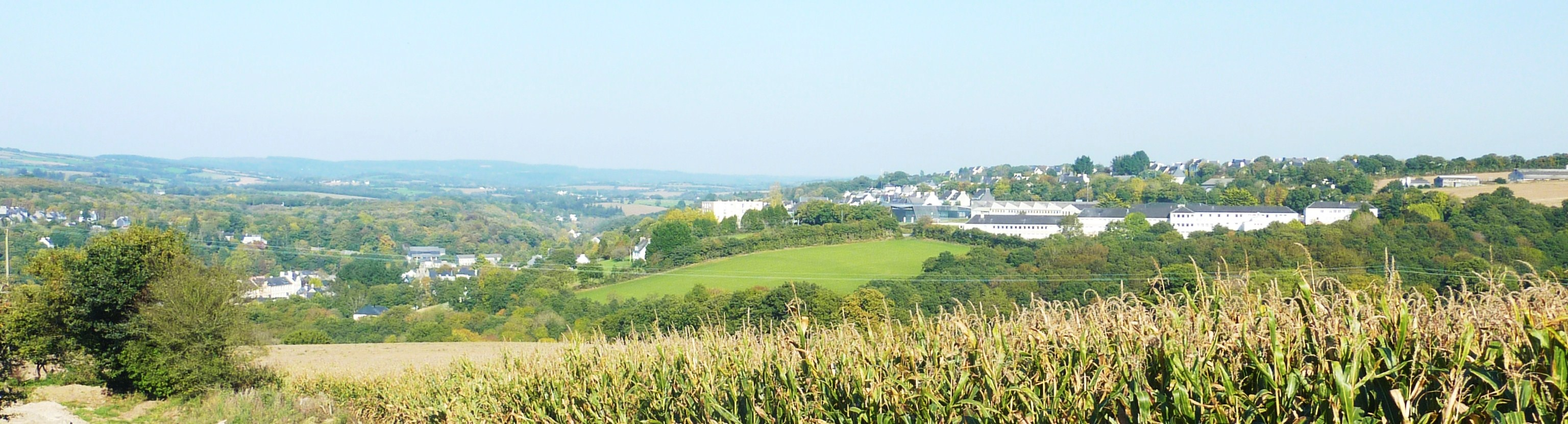
Pont-de-Buis : vue panoramique depuis Roscoat.

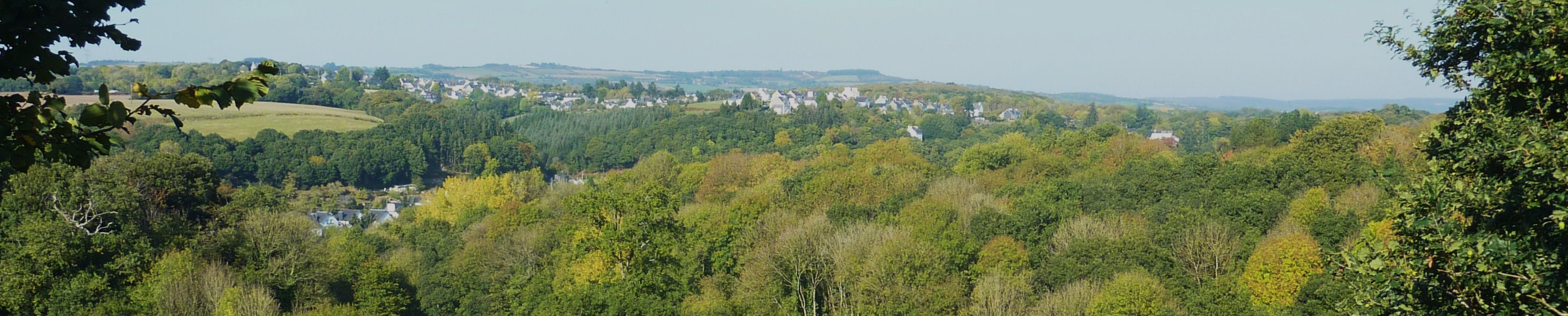
Pont-de-Buis : vue panoramique du quartier du Squiriou et de la vallée de la Douffine.

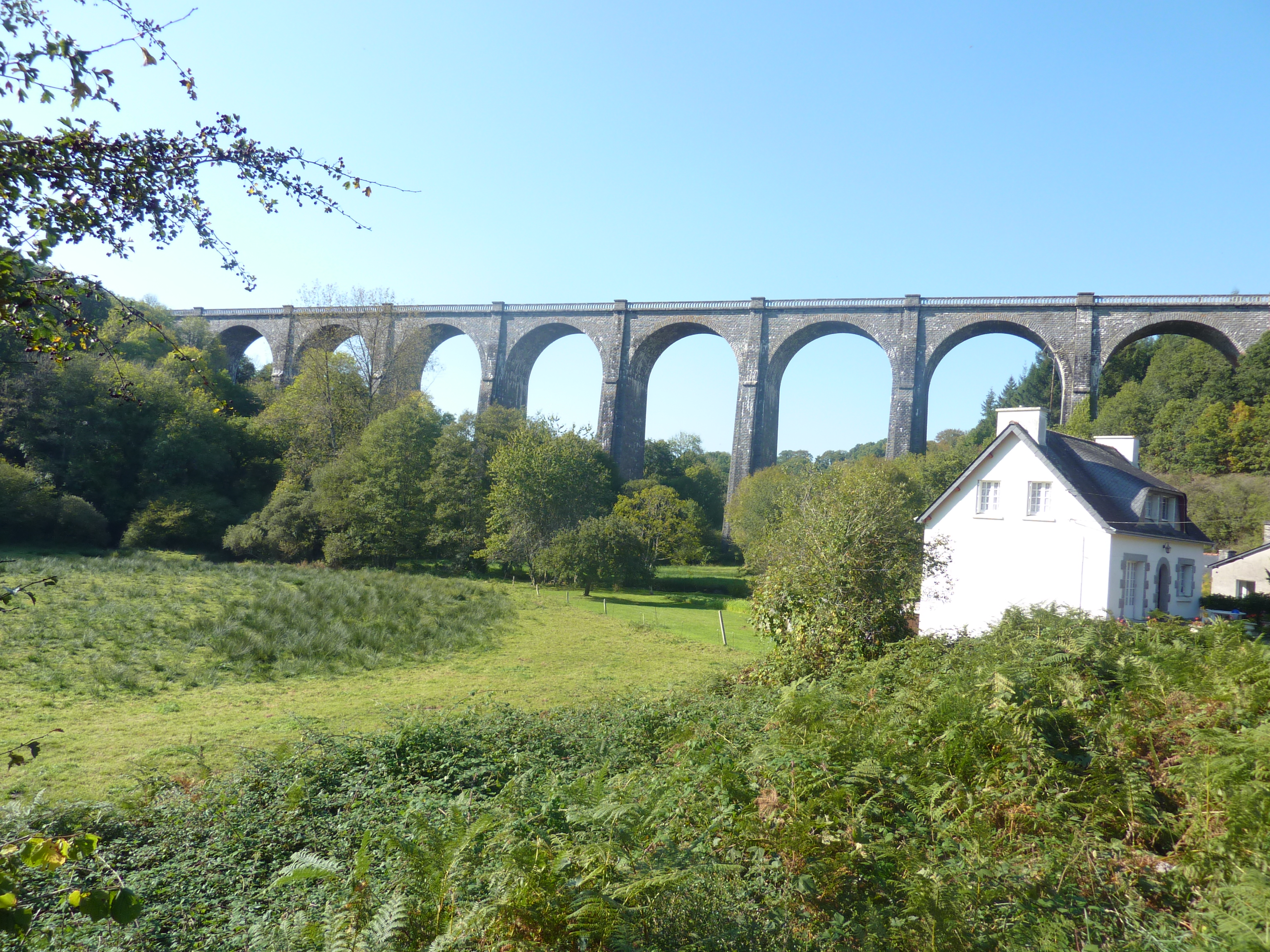
Le viaduc ferroviaire entre Lopérec et Pont-de-Buis (ligne Quimper-Landerneau).
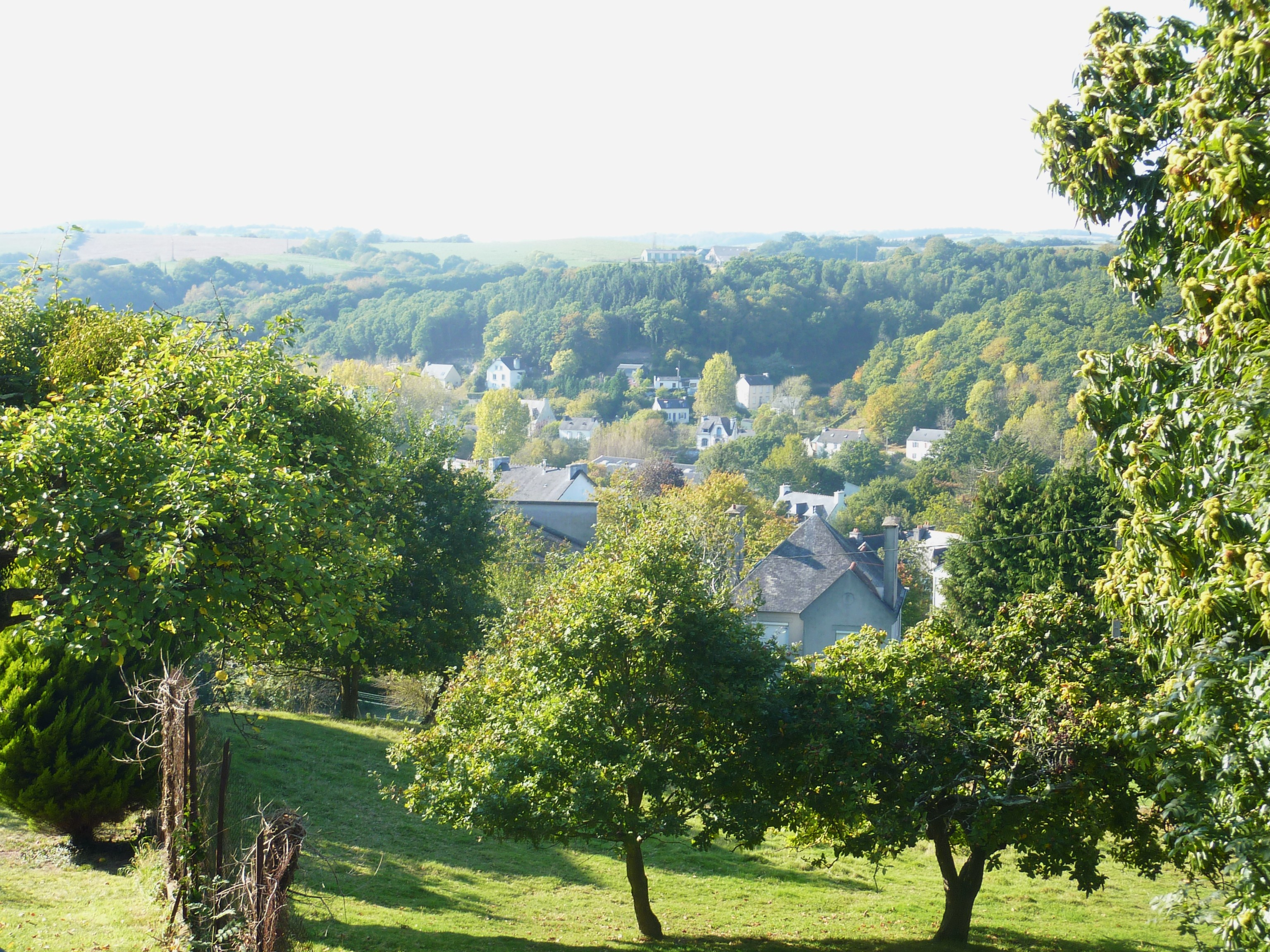
Pont-de-Buis : la vallée de la Douffine et le quartier de Ty-Beuz vus depuis la mairie.

Le relief de la commune est très accidenté : si le bourg (mairie) se situe aux environs de 54 mètres d'altitude, l'altitude moyenne de la commune étant de 139 mètres, les altitudes au sein du finage communal vont du niveau de la mer (confluence Douffine-Aulne) à 278 mètres au signal de Quimerc'h, et même les altitudes au sein du bourg sont très variables en raison de son site très pentu. La commune connaît de ce fait assez fréquemment des coulées de boue sur ses pentes et des inondations dans ses fonds de vallée (12 au 13 décembre 2000, 25 au 29 décembre 1999, 17 au 31 janvier 1995, 26 au 31 décembre 1994, 5 au 6 juillet 1991, 12 au 17 juillet 1990, 4 octobre 1987, etc.).
Le bourg de Pont-de-Buis est très étiré en longueur le long de la Douffine, ainsi que le long de l'ancienne route nationale 170. Resté longtemps un simple petit hameau, peu de constructions y sont antérieures au XIXe siècle.
La Compagnie des chemins de fer d'Orléans s'intéressa aux gisements calcaires de la commune et commença à les exploiter dans la deuxième moitié du XIXe siècle.

### Hydrographie
Pour un article plus général, voir Réseau hydrographique du Finistère.
La commune est située dans le bassin Loire-Bretagne. Elle est drainée par l'Aulne, le canal de Nantes à Brest, la Douffine, le Faou et divers autres petits cours d'eau,.
L'Aulne, d'une longueur de 144 km, prend sa source dans la commune de Lohuec et se jette  dans la rade de Brest en limite de Landévennec et de Rosnoen, après avoir traversé 27 communes. 
Le canal de Nantes à Brest est un canal, chenal et un estuaire et un cours d'eau naturel navigable sur une grande partie de son cours, d'une longueur de 364 km. Il prend sa source dans la commune de Nort-sur-Erdre et se jette  dans la Loire à Nantes. 
Pont-de-Buis-lès-Quimerch est située à cheval sur les deux rives de l'estuaire de la Douffine, estuaire modestement navigable par le passé à marée haute jusqu'à Ty-Beuz. Le « Pont-Neuf » fut longtemps le dernier pont sur ce fleuve côtier. D'une longueur de 25 km, la Douffine prend sa source dans la commune de Brasparts et se jette  dans le canal de Nantes à Brest à Dinéault, après avoir traversé six communes.  Les caractéristiques hydrologiques de la Douffine sont données par la station hydrologique située sur la commune de Lopérec. Le débit moyen mensuel est de 3,4 m3/s. Le débit moyen journalier maximum est de 83 m3/s, atteint lors de la crue du 26 décembre 1999. Le débit instantané maximal est quant à lui de 108 m3/s, atteint le 12 décembre 2000.

Vallée de la Douffine et quartier du Pont-Neuf
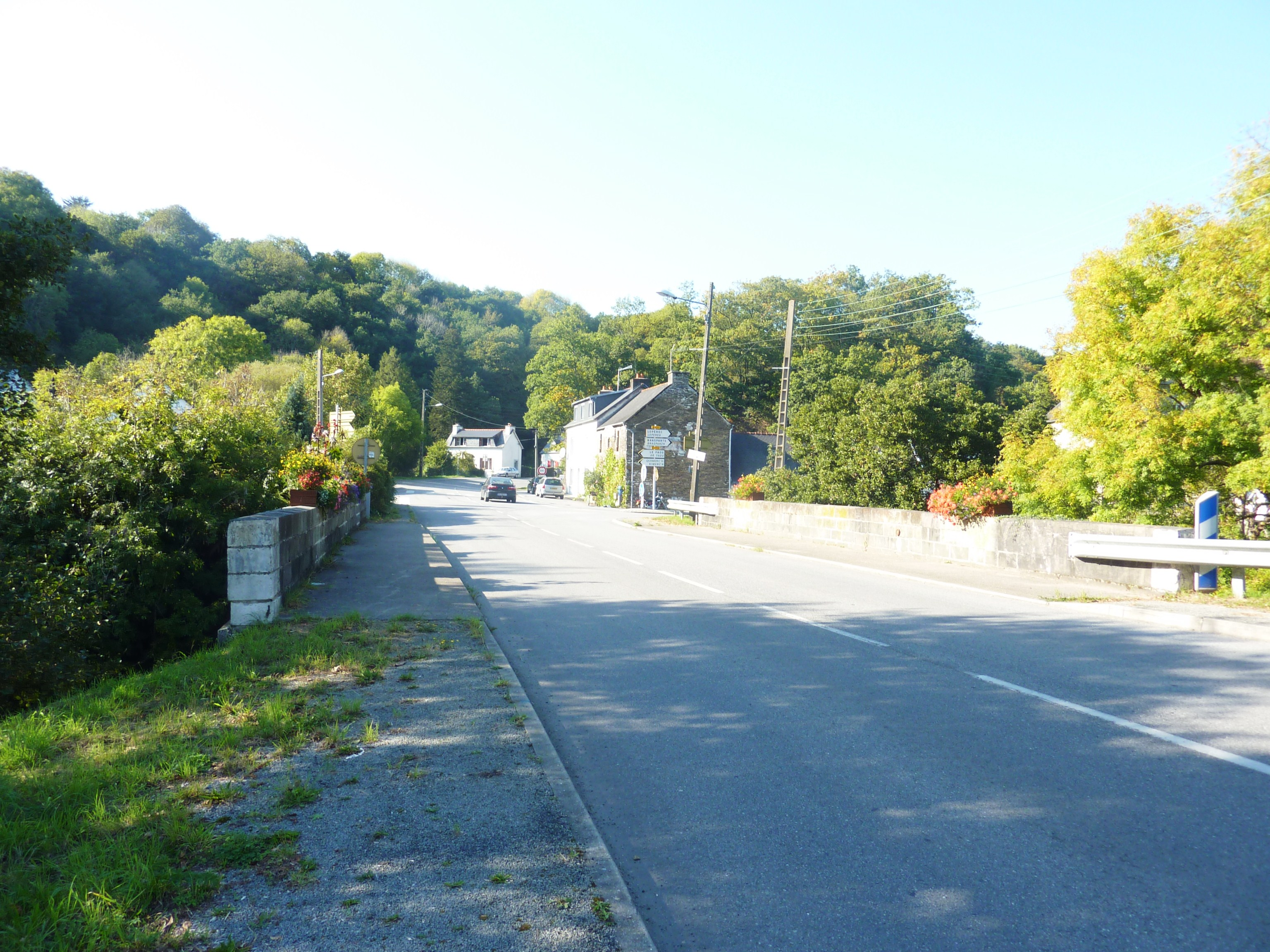
Le Pont-Neuf (ancienne RN 165 Nantes-Quimper-Brest).
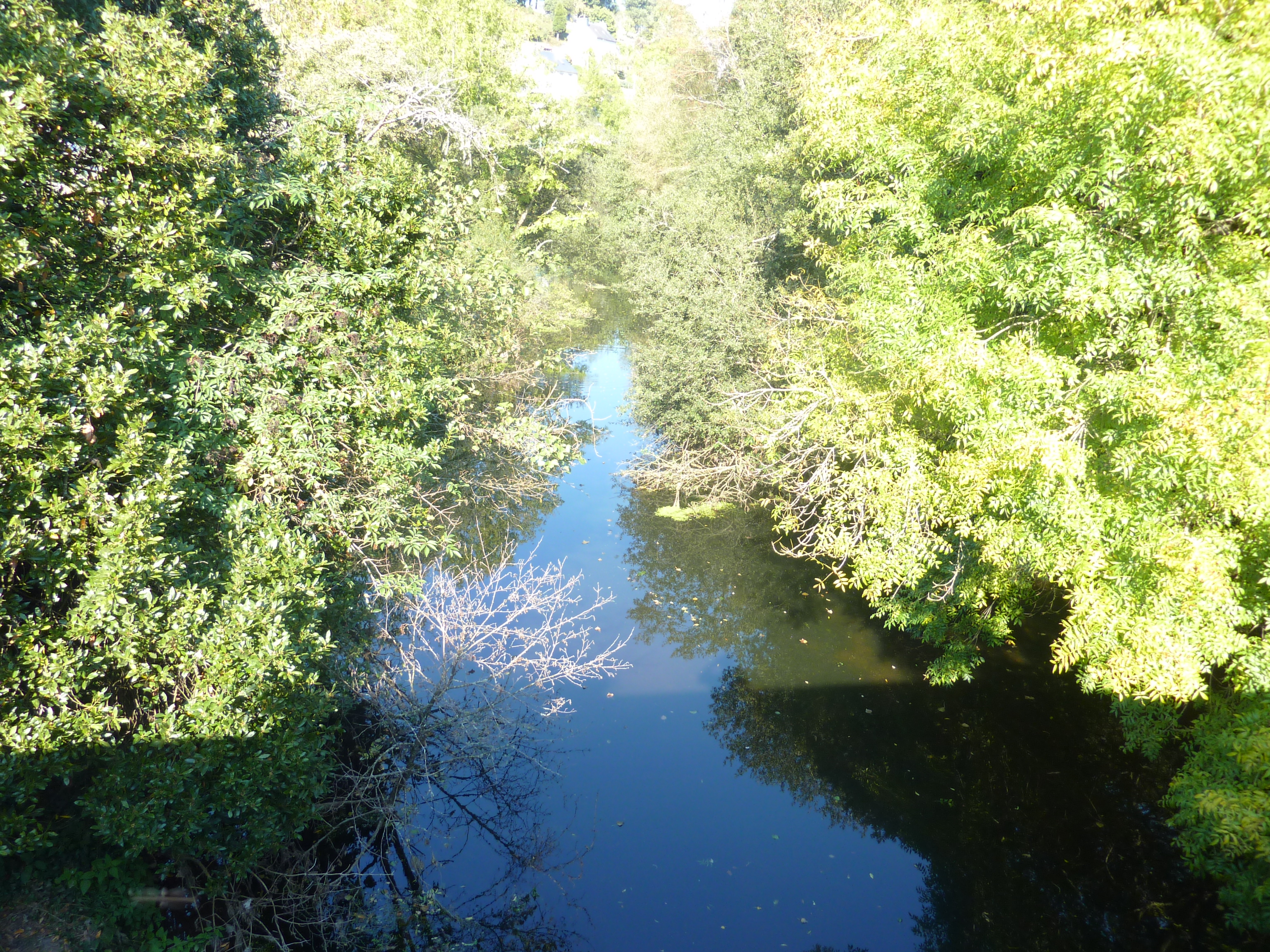
La Douffine en amont du Pont-Neuf.
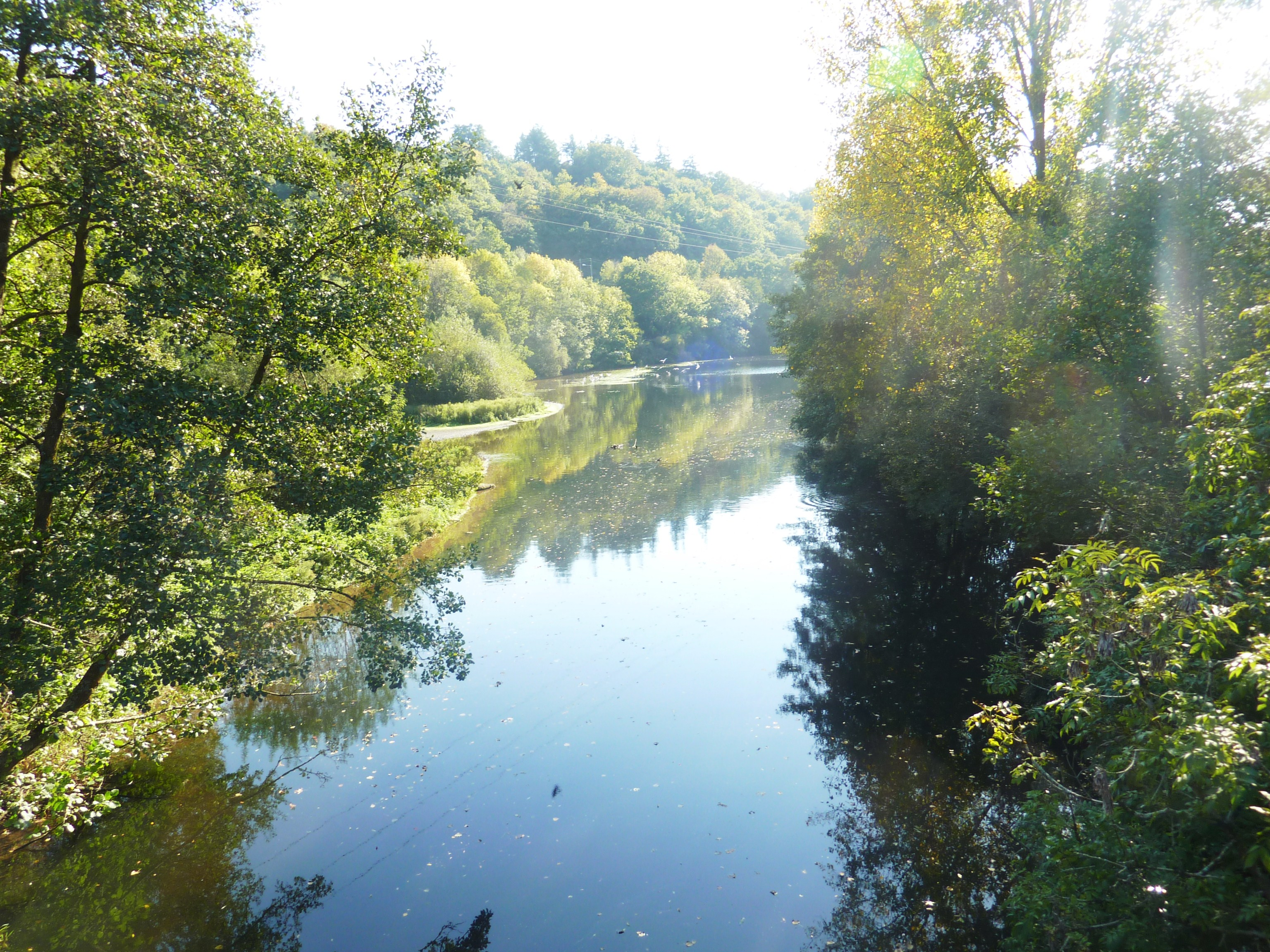
La Douffine en aval du Pont-Neuf.
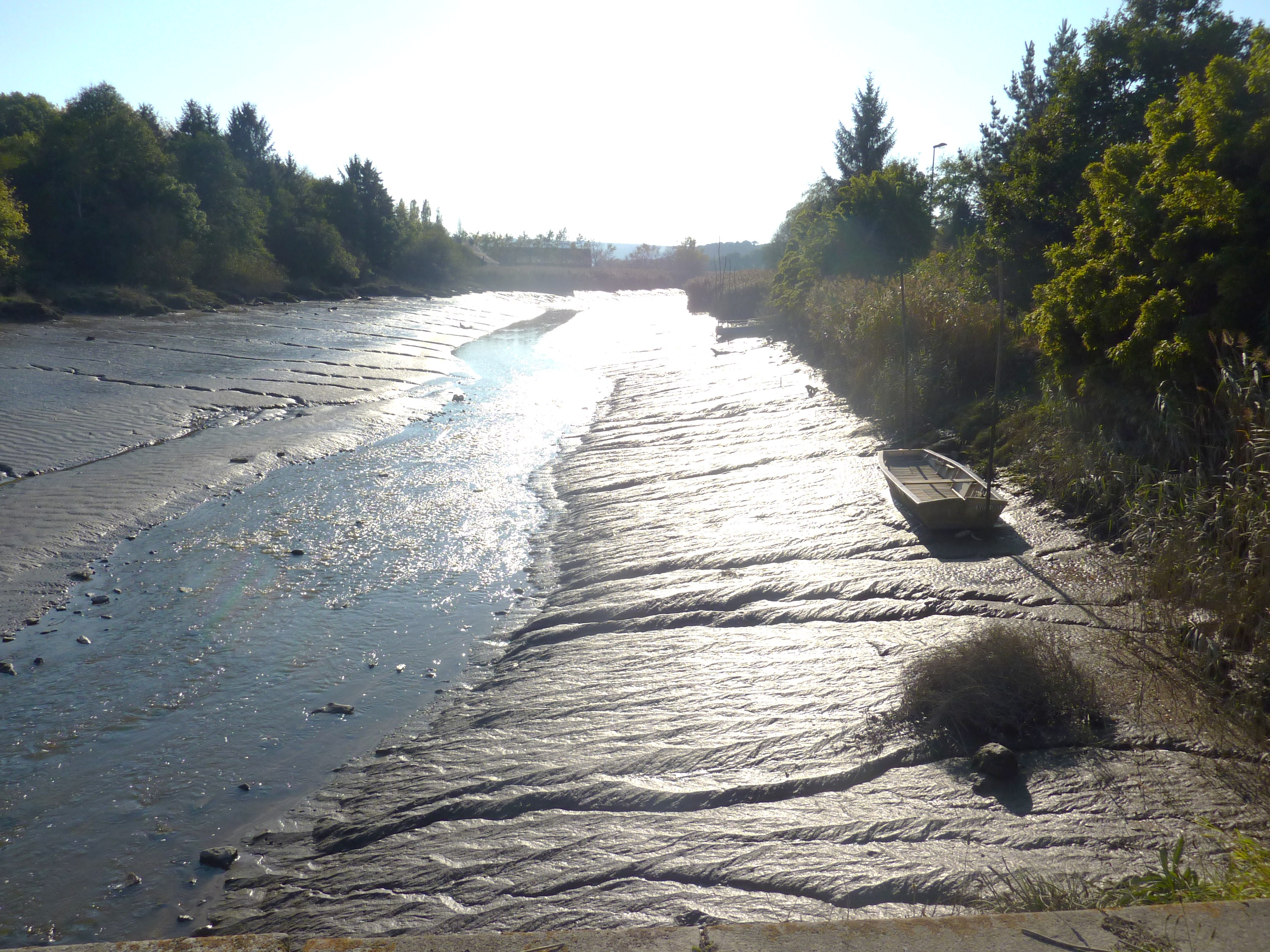
L'estuaire de la Douffine à marée basse.
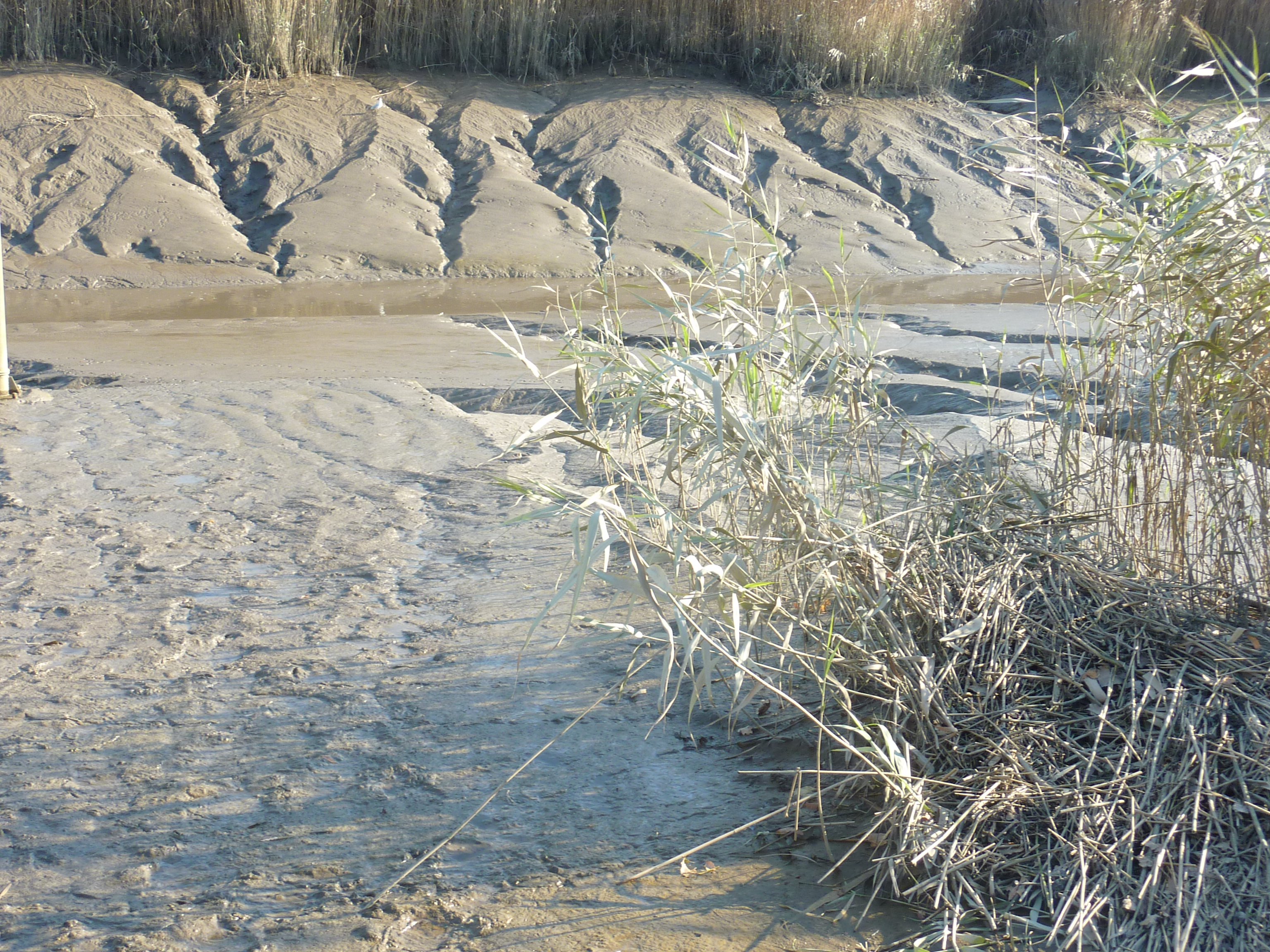
L'estuaire de la Douffine : slikke et roselière.
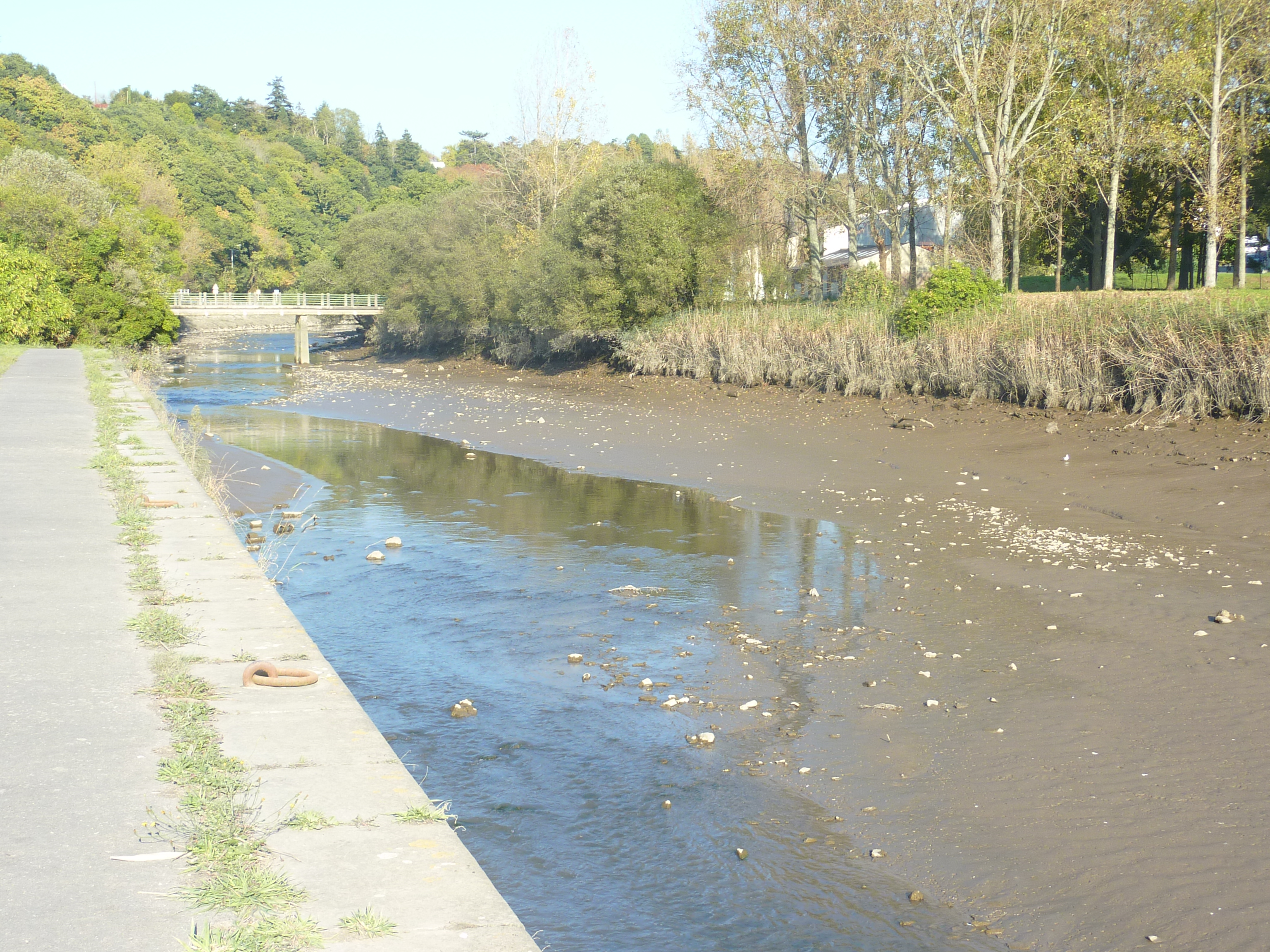
La Douffine à Ty-Beuz et le quai de l'ancien port.

Le Faou, d'une longueur de 18 km, prend sa source dans la commune de Hanvec et se jette  dans l'Aulne au niveau de Rosnoën, après avoir traversé quatre communes. 

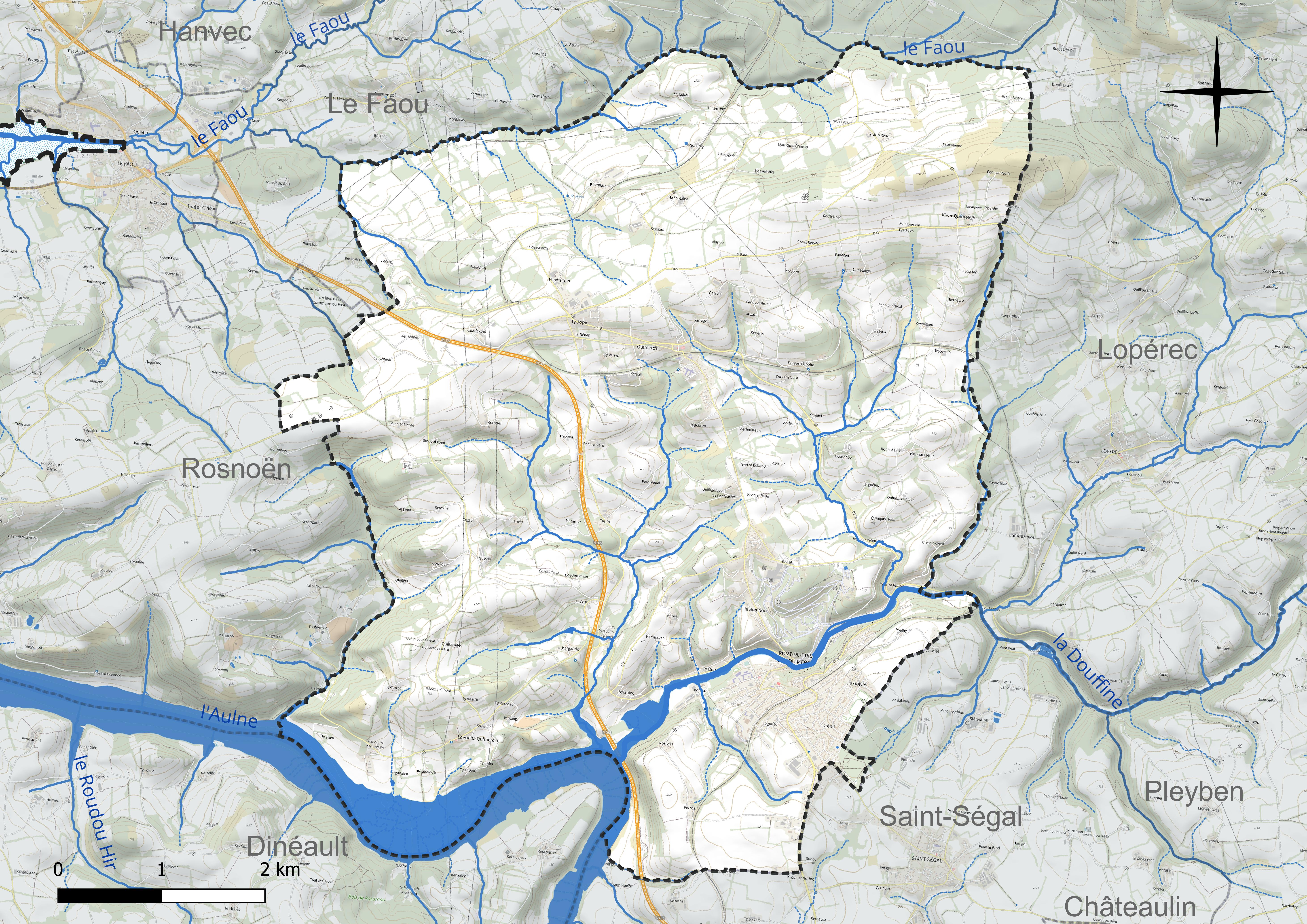
Réseau hydrographique de Pont-de-Buis-lès-Quimerch.

### Climat
Pour des articles plus généraux, voir Climat de la Bretagne et Climat du Finistère.
En 2010, le climat de la commune est de type climat océanique franc, selon une étude du CNRS s'appuyant sur une série de données couvrant la période 1971-2000. En 2020, Météo-France publie une typologie des climats de la France métropolitaine dans laquelle la commune est exposée à un climat océanique et est dans la région climatique  Finistère nord, caractérisée par une pluviométrie élevée, des températures douces en hiver (6 °C), fraîches en été et des vents forts. Parallèlement l'observatoire de l'environnement en Bretagne publie en 2020 un zonage climatique de la région Bretagne, s'appuyant sur des données de Météo-France de 2009. La commune est, selon ce zonage, dans la zone « Monts d'Arrée », avec des hivers froids, peu de chaleurs et de fortes pluies.
Pour la période 1971-2000, la température annuelle moyenne est de 11,4 °C, avec  une amplitude thermique annuelle de 10,4 °C. Le cumul annuel moyen de précipitations est de 1 050 mm, avec 16,5 jours de précipitations en janvier et 7,9 jours en juillet. Pour la période 1991-2020, la température moyenne annuelle observée sur la station météorologique la plus proche, située sur la commune de Saint-Ségal à 3 km à vol d'oiseau, est de 11,8 °C et le cumul annuel moyen de précipitations est de 1 126,1 mm,. Pour l'avenir, les paramètres climatiques de la commune estimés pour 2050 selon différents scénarios d'émission de gaz à effet de serre sont consultables sur un site dédié publié par Météo-France en novembre 2022.

## Urbanisme

### Typologie
Au 1er janvier 2024, Pont-de-Buis-lès-Quimerch est catégorisée bourg rural, selon la nouvelle grille communale de densité à 7 niveaux définie par l'Insee en 2022.
Elle appartient à l'unité urbaine de Pont-de-Buis-lès-Quimerch, une unité urbaine monocommunale constituant une ville isolée,. Par ailleurs la commune fait partie de l'aire d'attraction de Pleyben - Châteaulin, dont elle est une commune du pôle principal,. Cette aire, qui regroupe 18 communes, est catégorisée dans les aires de moins de 50 000 habitants,.
La commune, bordée par l'estuaire de l'Aulne, est également une commune littorale au sens de la loi du 3 janvier 1986, dite loi littoral. Des dispositions spécifiques d'urbanisme s'y appliquent dès lors afin de préserver les espaces naturels, les sites, les paysages et l'équilibre écologique du littoral, tel le principe d'inconstructibilité, en dehors des espaces urbanisés, sur la bande littorale des 100 mètres, ou plus si le plan local d'urbanisme le prévoit.

### Occupation des sols
L'occupation des sols de la commune, telle qu'elle ressort de la base de données européenne d'occupation biophysique des sols Corine Land Cover (CLC), est marquée par l'importance des territoires agricoles (74,1 % en 2018), en diminution par rapport à 1990 (77 %). La répartition détaillée en 2018 est la suivante : 
zones agricoles hétérogènes (31,1 %), terres arables (26,5 %), prairies (16,5 %), forêts (13,6 %), zones urbanisées (11 %), milieux à végétation arbustive et/ou herbacée (0,7 %), zones humides intérieures (0,5 %), eaux maritimes (0,1 %). L'évolution de l'occupation des sols de la commune et de ses infrastructures peut être observée sur les différentes représentations cartographiques du territoire : la carte de Cassini (XVIIIe siècle), la carte d'état-major (1820-1866) et les cartes ou photos aériennes de l'IGN pour la période actuelle (1950 à aujourd'hui).

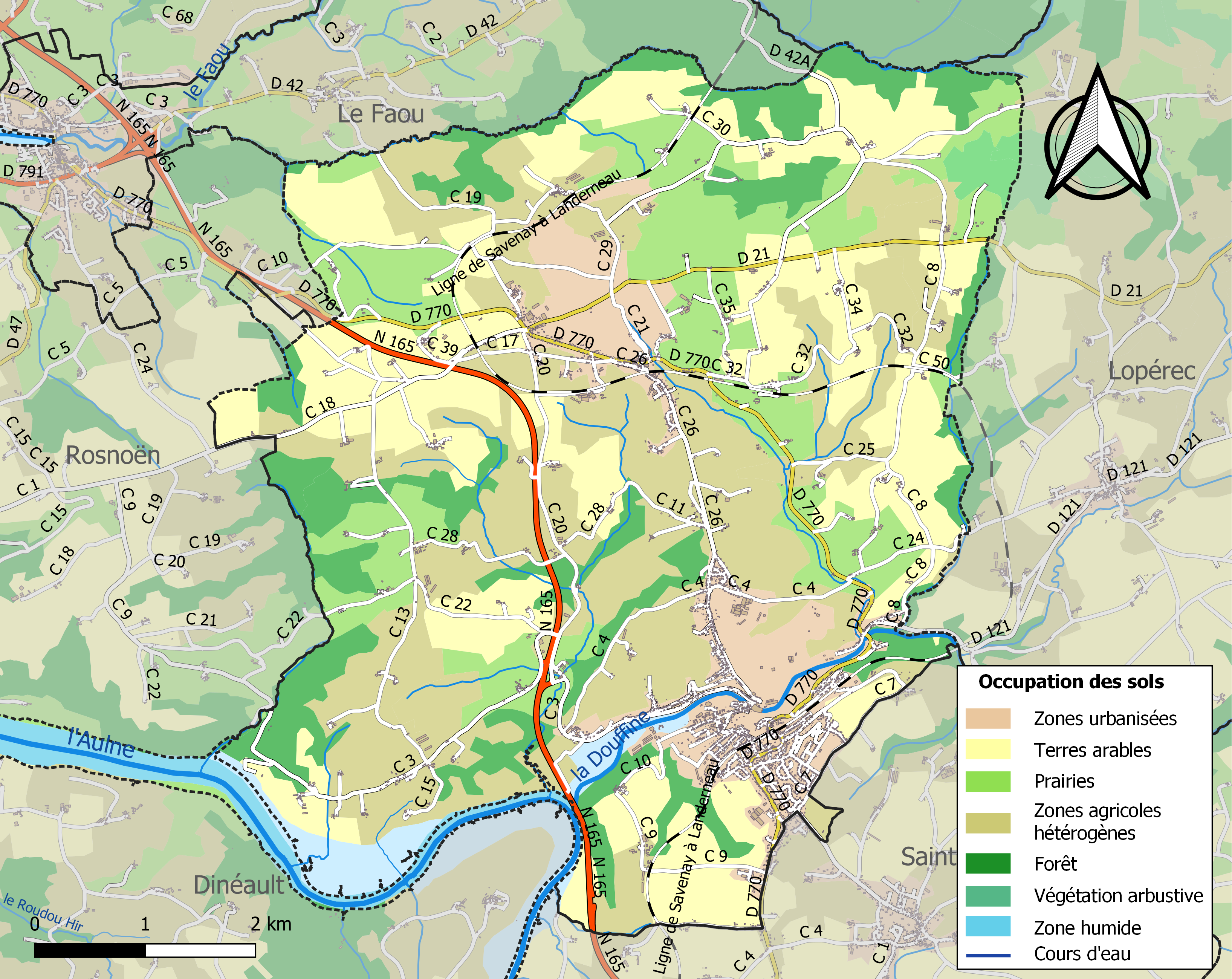
Carte des infrastructures et de l'occupation des sols de la commune en 2018 (CLC).

## Économie
- Nobel Sport contrôle depuis 1996 la poudrerie de Pont-de-Buis, fabriquant désormais essentiellement de la poudre de chasse[25]. Elle fabrique également des munitions utilisées dans le maintien de l'ordre (grenades lacrymogènes), a un chiffre d'affaires de 23 millions d'euros annuel et emploie 120 employés (chiffre 2009[26]). Le 17 mars 2017, il est annoncé la reprise de fabrication de munitions militaires de petits calibre en France sur ce site avec un objectif de 100 millions de cartouches en 2020[27]
- Livbag (fabrication d'airbags ; 950 salariés en 2009, moins en 2011 en raison de 150 suppressions de postes en 2009 ; l'usine appartient au groupe suédois Autoliv).
- Salaün Holidays est une agence de voyages d'origine familiale.
- Novatech Technologies[28] filiale de Novatech Industries, entreprise de sous-traitance en électronique. Elle emploie 230 salariés et réalise un chiffre d'affaires de 70 millions d'euros annuel en 2012.

## Histoire

### Origines
Pont-de-Buis n'était au XVIIe siècle qu'un simple hameau, dénommé aussi « Port-de-Buis », près d'une chapelle de la paroisse de Saint-Ségal, situé au niveau du pont sur la Douffine. La localité ne devient paroisse qu'en 1909 et commune qu'en 1949.

### Antiquité
Les restes d'un four à chaux gallo-romain et d'une villa gallo-romaine, ainsi qu'une sépulture de la même période, ont été trouvés à Goaz-an-Eyet, à 800 mètres en aval du bourg de Pont-de-Buis, en bordure de la rivière qui subit à cet endroit l'influence de la marée et est navigable à marée haute. D'autres constructions gallo-romaines ont été trouvées à Pont-de-Buis (à Coat-ty-Beuz, à Boutariec, à Kerguden, au château du Drénit), ou dans les parages (à Kerancaroc en Logonna-Daoulas). Le nom même de « Pont-de-Buis » ("Pont-ar-Veuzen") semble une présomption (d'autres toponymes se rapportant au buis existent dans la région comme le hameau de Buzit à un kilomètre au nord du bourg de Pont-de-Buis). La voie romaine allant de Quimper à Landerneau passait par Pont-de-Buis. Tous ces indices témoignent d'une présence gallo-romaine au Pont-de-Buis.

### Moyen Âge

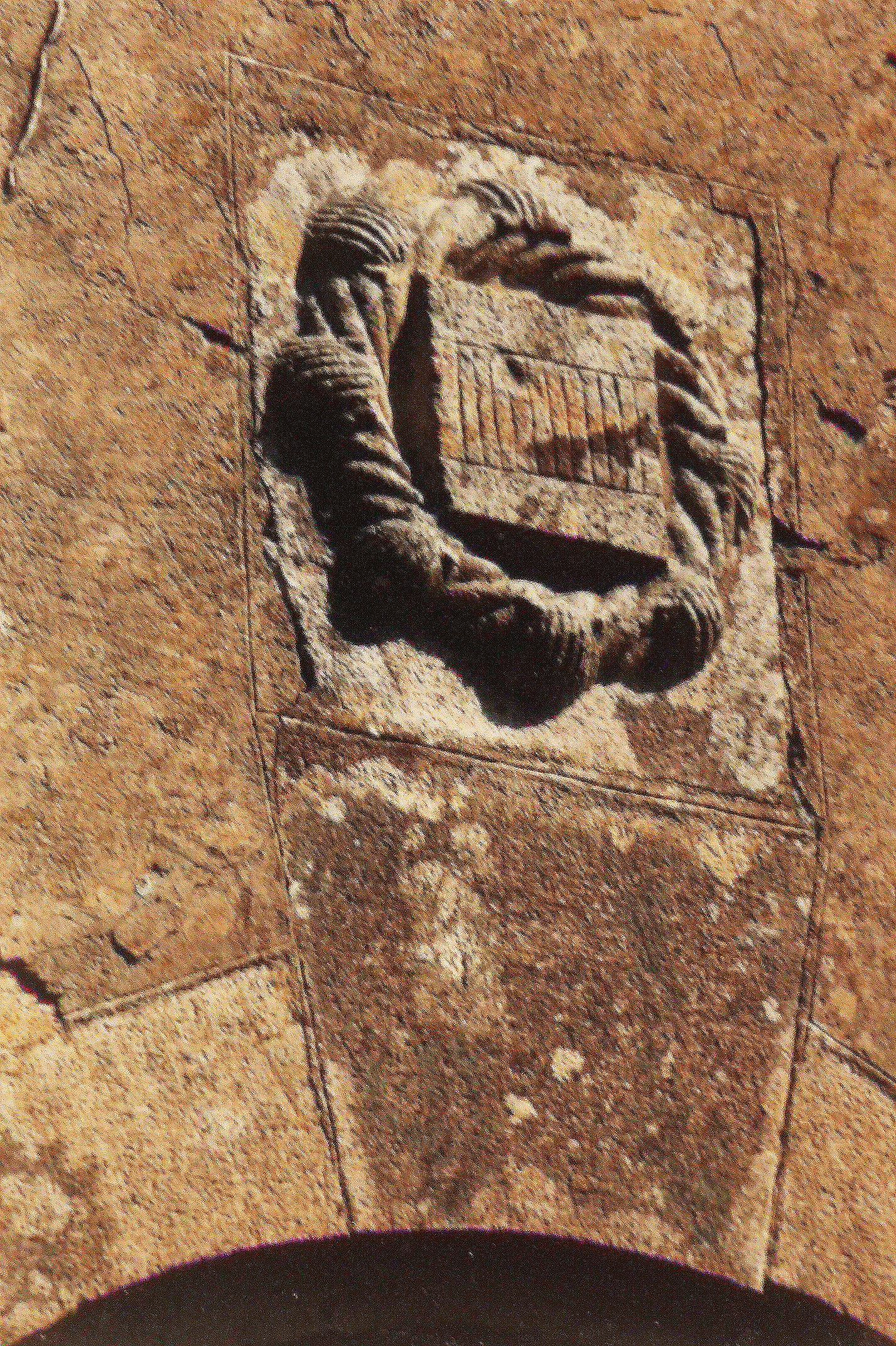
Blason chapelle du Chateau du Bot

La famille du Bot habitait le château du Bot. La chapelle du château conserve les armes du Bot : "D'argent à la fasce de gueules". Dans la chapelle au dessus de l'autel privilégié se trouvent les armes de la famille Conen de Saint-Luc et de la maison de Plœuc.

### Temps modernes

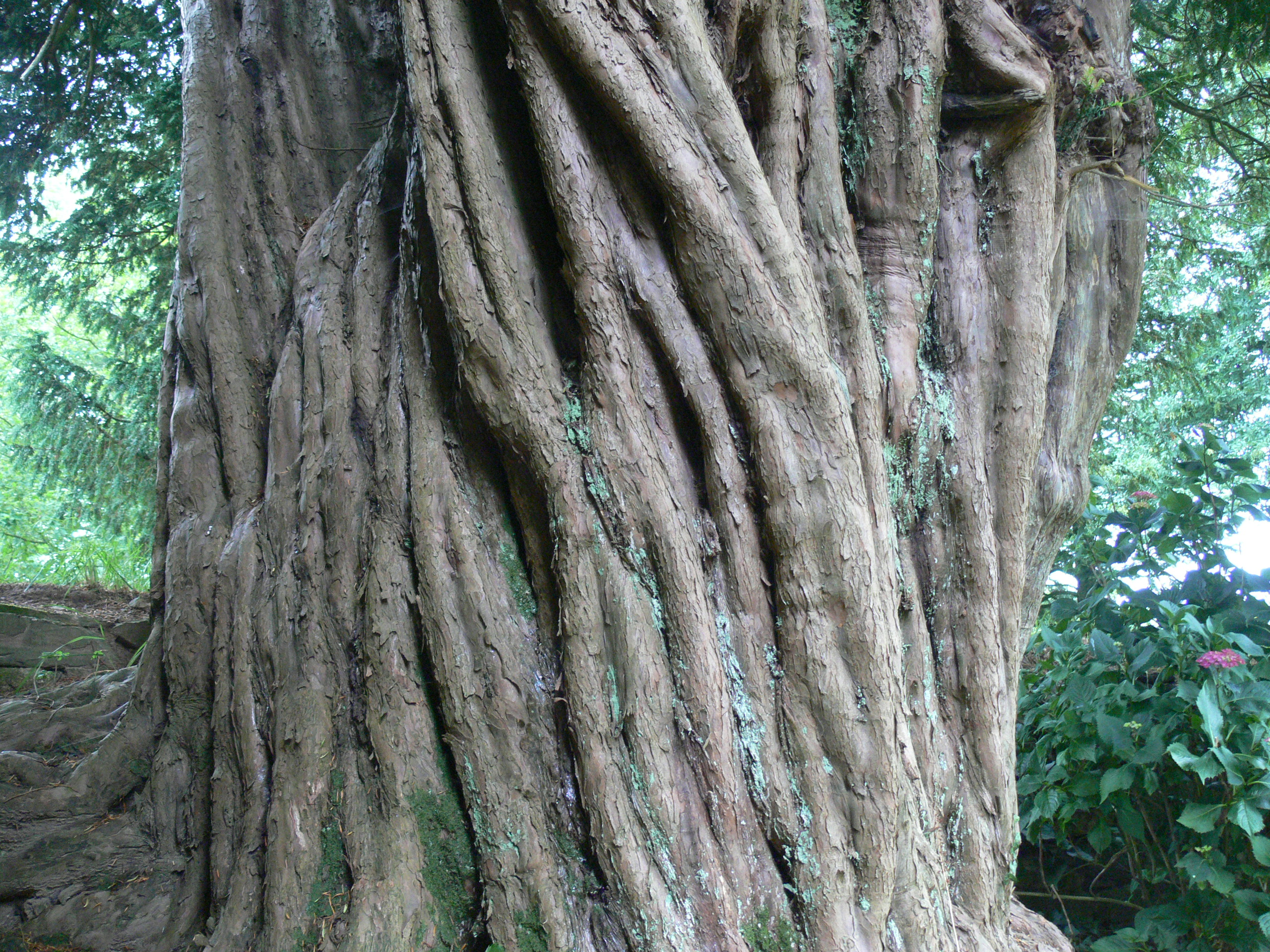
If multiséculaire (quatre siècles) près de l'église Saint-Pierre au vieux bourg (abandonné) de Quimerc'h.

#### La poudrerie de Pont-de-Buis

##### La création et les débuts de la poudrerie
Un arrêté de Colbert (le fils) autorise le 19 novembre 1687 Berthelot, fermier des poudres et salpêtres, à transformer un moulin à blé en un moulin à poudre à Pont-de-Buis, qui entre en production en 1688 sous les ordres de l'intendant de marine Desclouzeaux. Le site a été choisi en raison de sa proximité du port de guerre de Brest et de l'existence d'une chute d'eau aménageable sur un torrent pentu qui avait déjà permis l'installation de moulins à blé. La présence à proximité de bois contenant de la bourdaine, un des constituants de la poudre, a aussi joué. Dès 1692, quatre moulins à poudre fonctionnent et un petit débarcadère est installé sur la Douffine, en profitant du fait que l'estuaire de la Douffine est accessible à marée haute.
Au XVIIIe siècle, la poudrerie est un établissement très important avec un bâtiment long de 90 mètres et d'une superficie totale de 36 152 m2. En 1775, Lavoisier en est temporairement le régisseur. La poudrerie de l'île d'Arun, en Rosnoën, servait au séchage, au stockage et à la protection de la poudre neuve fabriquée dans la poudrerie de Pont-de-Buis.

##### L'attaque de la poudrerie parGeorges Cadoudalen 1795
Le 17 juin 1795, le chef chouan Cadoudal, récemment échappé de la prison de Brest, et réfugié à Locoal-Mendon dans le Morbihan, parcourt en 4 jours en évitant les villes 25 lieues, pour faire un coup de main audacieux, à la tête de 500 hommes environ, à la poudrerie de Pont-de-Buis. À Edern, un de ses lieutenants, Éveno, exécute de 4 balles le curé assermenté devant les villageois terrorisés et rançonna six charrettes tirées chacune par deux chevaux, emmenant également en otages trois paysans. La poudrerie, trouvant un moteur parfait dans la force motrice du ruisseau sur lequel elle était installée, semblait à l'abri des attaques et l'exportation de sa production était facilitée par la rade de Brest toute proche. La garde de la manufacture avait été confiée à 15 vétérans commandés par un sergent quadragénaire ; Cadoudal réussit sans peine à investir avec ses hommes la poudrerie mal gardée emportant des barils de poudre et la caisse, détruisant le matériel et la poudre qu'ils ne pouvaient emporter. Sur le chemin du retour, à Saint-Ségal et Briec, Éveno fusillait encore deux curés jureurs. Cadoudal arrivait à la hauteur de Pleyben lorsqu'il comprit que trois bataillons républicains de Quimperlé couraient à sa poursuite, l'attendant du côté de Pont-Calleck. Mais Cadoudal parvint à les éviter, rentrant en Morbihan par Glomel et Trégarantec. Cadoudal réussit à rapporter le poudre qu'il avait promis aux chefs chouans assemblés à Locoal, cachant le stock dans une chapelle latérale de l'église avec la complicité du curé de Locoal.

##### L'essor de la poudrerie auxXIXeetXXesiècleset le «scandale des poudres»

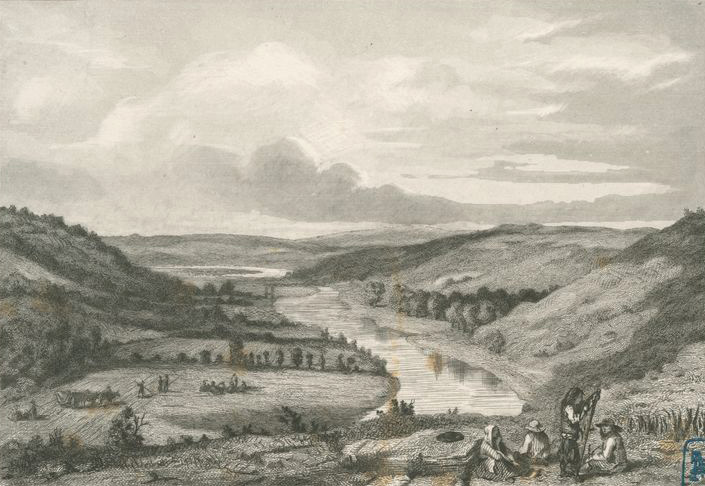
La Douffine en 1844 (eau-forte de Charles Jacque).

Transformée en « Agence Nationale des Poudres et Salpêtres » lors de la Révolution française, puis en « Service National des Poudres et Salpêtres » en 1819, la superficie de la poudrerie est alors de trois hectares. Elle est agrandie en 1841, puis sous la Troisième République avec aussi l'aménagement d'un quai supplémentaire dans le port de Py-beuz, sur la Douffine.
En 1843, A. Marteville et P. Varin, continuateurs d'Ogée, décrivent ainsi la poudrerie :

« À peu de distance sur la route de Quimper à Brest, via Châteaulin, se trouve la poudrerie du Pont-de-Buis, dont parle Ogée. Cette poudrerie, située en un point que baigne la petite rivière la Doufine ou de Pont-de-Buis, a été établie dans le XVIIe siècle. (...) La poudrerie de Pont-de-Buis se compose de deux moulins, qui fonctionnent d'après les anciens procédés. Elle fabrique actuellement de 130 000 à 140 000 kilogrammes de poudre, dont 100 000 à 110 000 pour la marine, 10 000 pour le commerce des poudres de chasse et 20 000  de poudre de mine. On s'occupe actuellement d'agrandir cette usine et d'y introduire des procédés nouveaux, qui ont beaucoup perfectionné la fabrication des poudres du commerce ; les anciens procédés seront conservés pour la fabrication des poudres de la marine. On estime que la poudrerie pourra (...) porter sa fabrication à 250 000 kilogrammes. L'établissement jette dans le pays environ 50 000 francs chaque année, tant par les ouvriers qu'il emploie que par le charbon de bois qu'il fait. La bourdaine fournit, on le sait, le bois le plus favorable à la fabrication des poudres et les forêts des environs fournissaient ce bois en abondance ; mais aujourd'hui qu'il est en quelque sorte pris par les forestiers, il est devenu rare et l'administration est obligée de l'acheter au prix de 10 centimes le stère. Cent parties ne rendent que vingt-deux de charbon. (...) La poudrerie du Pont-de-Buis est située fort avantageusement pour le port de Brest. En effet, elle est trop avant dans les terres pour craindre la descente de l'ennemi, et cependant elle se trouve en communication très facile avec cette place importante ; les bateaux qui viennent chercher la poudre remontent lors de la marée jusqu'à environ 400 mètres de la poudrerie. (...) »

En 1840, la durée du travail est limitée à 14 heures par jour et une assurance-maladie est créée.
L'histoire de la poudrerie est aussi marquée par des accidents survenus dans l'usine même : un accident fait 6 morts le 18 février 1863, une quinzaine d'accidents graves ayant été enregistrés au cours de ses trois siècles d'existence, le premier datant de 1713.
Une gare de marchandises ouvre en 1888 pour desservir la poudrerie.
En 1887, la fabrication de la poudre noire est abandonnée au profit d'une nouvelle poudre, dite « poudre B » (du nom du général Boulanger, alors ministre de la Guerre), dont le constituant principal, le coton-poudre, provient d'une usine construite au Moulin Blanc au Relecq-Kerhuon près de Brest.
Des accidents liés à l'instabilité de cette nouvelle "poudre B" (explosion de deux cuirassés, le Iéna en 1907 et le Liberté en 1911, qui font plus d'une centaine de morts à chaque fois et plusieurs autres cuirassés endommagés) tous les deux dans le port de Toulon) provoquent des polémiques entre les directeurs respectifs de la poudrerie de Pont-de-Buis, Albert Louppe, et de la poudrerie du Moulin blanc, Léopold Maissin, par ailleurs rivaux au conseil général du Finistère, qui se rejettent la mauvaise qualité de la fabrication de la poudre.

« Ce qui est terrible, c'est l'insuffisance du contrôle dans les poudreries. On peut ainsi fournir à l'État pour ses poudres des éléments de fabrication détestables sans que ceux qui ont mission d'exercer la surveillance s'aperçoivent de quoi que ce soit. »

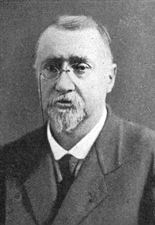
Albert Louppe.

Les deux directeurs sont dans un premier temps permutés, puis la polémique persistant entre les deux directeurs, licenciés en 1912.

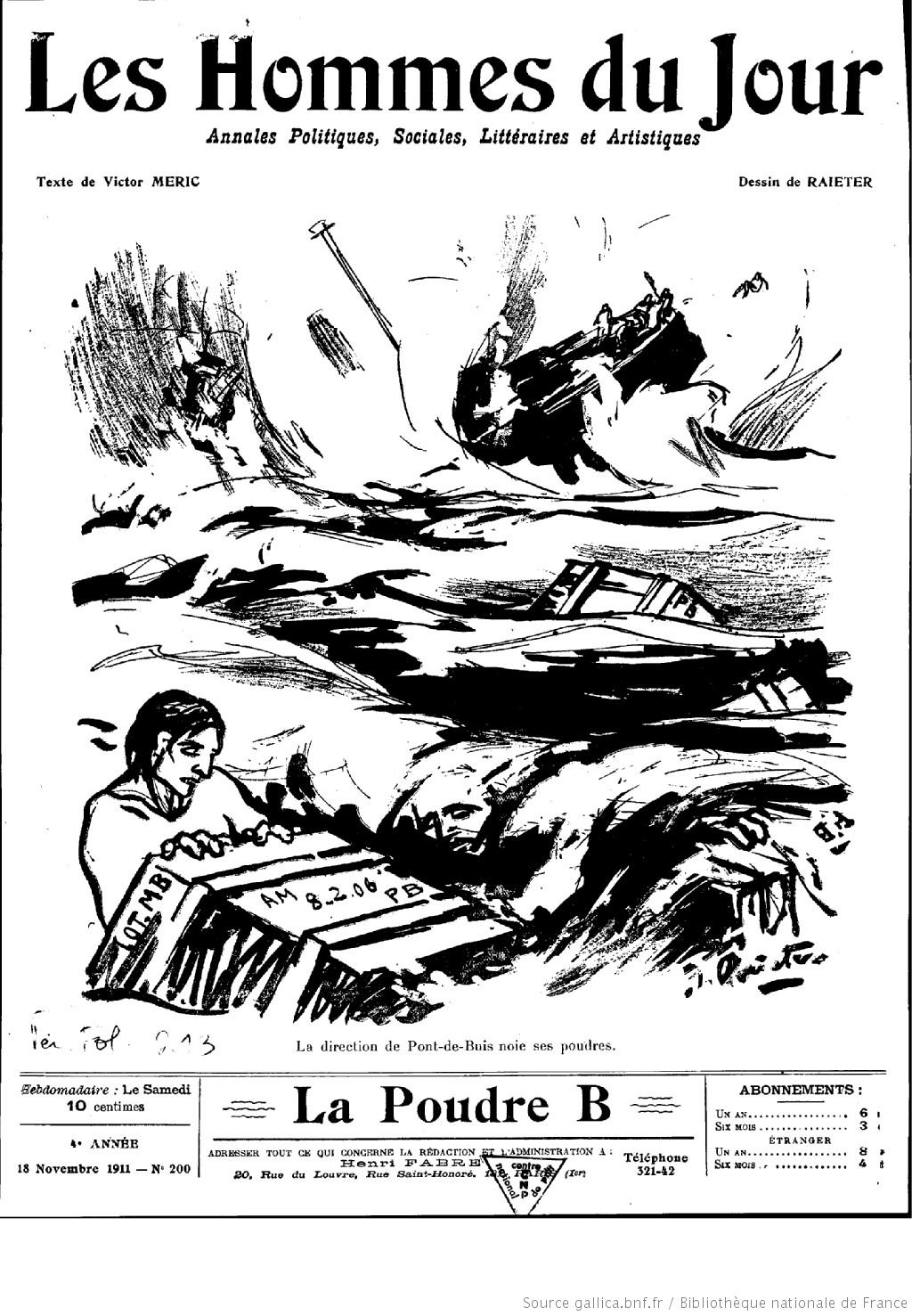
Caricature parue dans Les Hommes du jour le 18 novembre 1911.

La construction du réseau ferroviaire a aussi permis d'acheminer au début du XXe siècle de la tourbe extraite des marais du Yeun Elez pour les besoins énergétiques de la poudrerie, en dépit de l'incommodité de la rupture de charge en gare de Châteaulin nécessitant un transbordement de la tourbe en raison de l'existence de deux gabarits ferroviaires différents (chemin de fer à voie étroite entre Brasparts et Châteaulin, à voie normale entre Châteaulin et Pont-de-Buis).
« Quand on a commencé à embaucher à la poudrerie, on savait que ça allait recommencer, que la guerre n'était pas très loin. Mon mari y est allé, ma belle-mère, mes copines, mes cousines, tout le monde » témoigne une personne âgée.

##### La poudrerie pendant les deux guerres mondiales

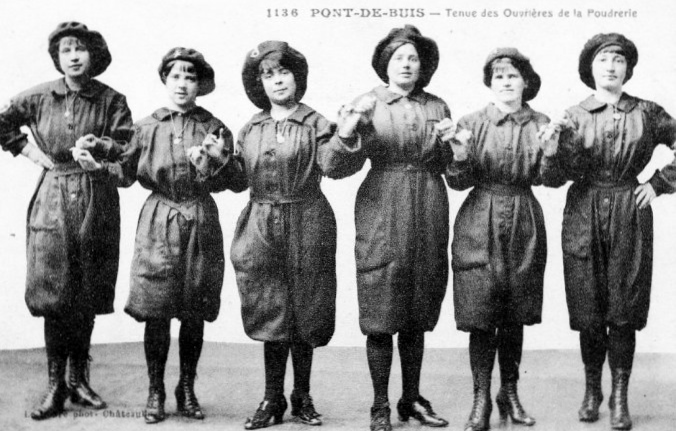
Ouvrières en tenue de travail à la poudrerie de Pont-de-Buis pendant la Première Guerre mondiale (carte postale Le Doaré).

Pendant les deux Guerres mondiales, l'activité est maximale : en 1914, la poudrerie emploie 736 ouvriers et 221 ouvrières et la production de poudre est multipliée par dix entre 1914 et 1916 ; en 1917 la production atteint jusqu'à 50 tonnes par jour avec 2 500 ouvriers (dont des travailleurs coloniaux et étrangers) et 3 000 ouvrières. La même année des grèves immobilisent l'établissement pendant cinq jours, à l'initiative des femmes qui revendiquent des augmentations de salaire.
Des mesures en faveur des ouvrières sont prises à partir de 1916 (le travail de nuit est interdit pour les femmes enceintes en juillet 1916 ; deux salles d'allaitement ouvrent dans la poudrerie en septembre 1917 et une classe enfantine est même créée dans un baraquement). En juillet 1917 les ouvrières se mettent en grève pour protester contre les cadences infernales et réclamer de meilleurs salaires.
La poudrerie de Pont-de-Buis recrute aussi pendant la Première Guerre mondiale plusieurs milliers de femmes en Bretagne pour les envoyer travailler dans la poudrerie de Bergerac (Dordogne).
La fin de la guerre provoque une division par quinze de la production ; les ouvriers non français (dont de nombreux Kabyles) sont renvoyés et les ouvrières incitées à rester dans leurs foyers (400 d'entre elles sont licenciées en janvier 1919).
Un  accident fit trois morts en juin 1922.
En 1939, la poudrerie emploie 863 ouvriers et 241 ouvrières et peut produire 288 tonnes de poudres BFPA et 1 080 tonnes de poudres à canon par mois. Par contre, la poudrerie cesse son activité pendant l'occupation allemande, les bâtiments étant mis sous séquestre.

##### La poudrerie depuis la Seconde Guerre mondiale
La poudrerie reprend son activité en 1945 après quelques combats lors de sa libération le 1er août 1944 entre les Allemands et les maquisards. Mais elle ne retrouva jamais son activité d'avant-guerre malgré les diversifications de fabrication (produits lacrymogènes et pyrotechniques, poudre de chasse, moulage d'objets en matière plastique, répartiteurs de têtes de câbles téléphoniques, etc.), des changements de statuts (l'entreprise est absorbée par la Société nationale des poudres et explosifs en 1971 et par Nobel Sport en 1996), privatisation de certaines activités, cession de terrains à d'autres entreprises comme Livbag entreprise du groupe suédois Autoliv en 1992 qui y fabrique des « générateurs de gaz » (sorte de capsule explosive) pour les airbags des automobiles. Les effectifs ne cessent de diminuer.
Le 7 août 1975, des explosions en chaîne tout le long de la chaîne de fabrication, à la suite d'une explosion initiale survenue dans un séchoir à poudre, se produit vers 13 h 15, « provoquant 4 morts, 36 blessés, plusieurs disparus et trois kilomètres de ruines autour de la poudrerie ». Tous les ateliers furent détruits et la catastrophe fit même craindre la fermeture de l'entreprise en raison des dégâts matériels provoqués. La poudrerie n'occupe plus guère qu'une centaine d'ouvriers sur un site de taille désormais démesurée, une centaine d'hectares.
Aujourd'hui l'usine Nobel Sport génère toujours de nombreux débats sur la sécurité notamment à la suite d'une nouvelle explosion le 30 juillet 2014 faisant trois blessés graves dont un membre arraché pour l'un d'eux,.
Depuis la reprise de la poudrerie par Nobel Sport, un itinéraire pour les livraisons de l'entreprise est indiquée vers l'échangeur de Kergaeric au nord de Pont-de-Buis sur la RN 165 pour éviter la traversée de la ville.

### Les autres faits duXIXesiècle
Dans le cadre d'un programme de constructions de 49 écoles de hameaux qui est décidé par le département du Finistère entre 1878 et 1885, une école est ouverte au hameau de Pont-de-Buis (qui faisait alors partie de la commune de Saint-Ségal).

### LeXXesiècle
Les premiers matchs de football furent organisés dès 1912 : « Dimanche dernier se sont rencontrées, à Pont-de-Buis, les équipes récemment formées de Pont-de-Buis et de Quéménéven. (...) Ce premier essai montre que le football commence à s'implanter dans nos campagnes » écrit le journal La Dépêche de Brest et de l'Ouest le 12 avril 1912.
Le 22 janvier 1944, Pierre Daniélou, 25 ans, de Pont-de-Buis, garde des voies de communication, fut tué par un soldat allemand alors qu'il rentrait chez lui.

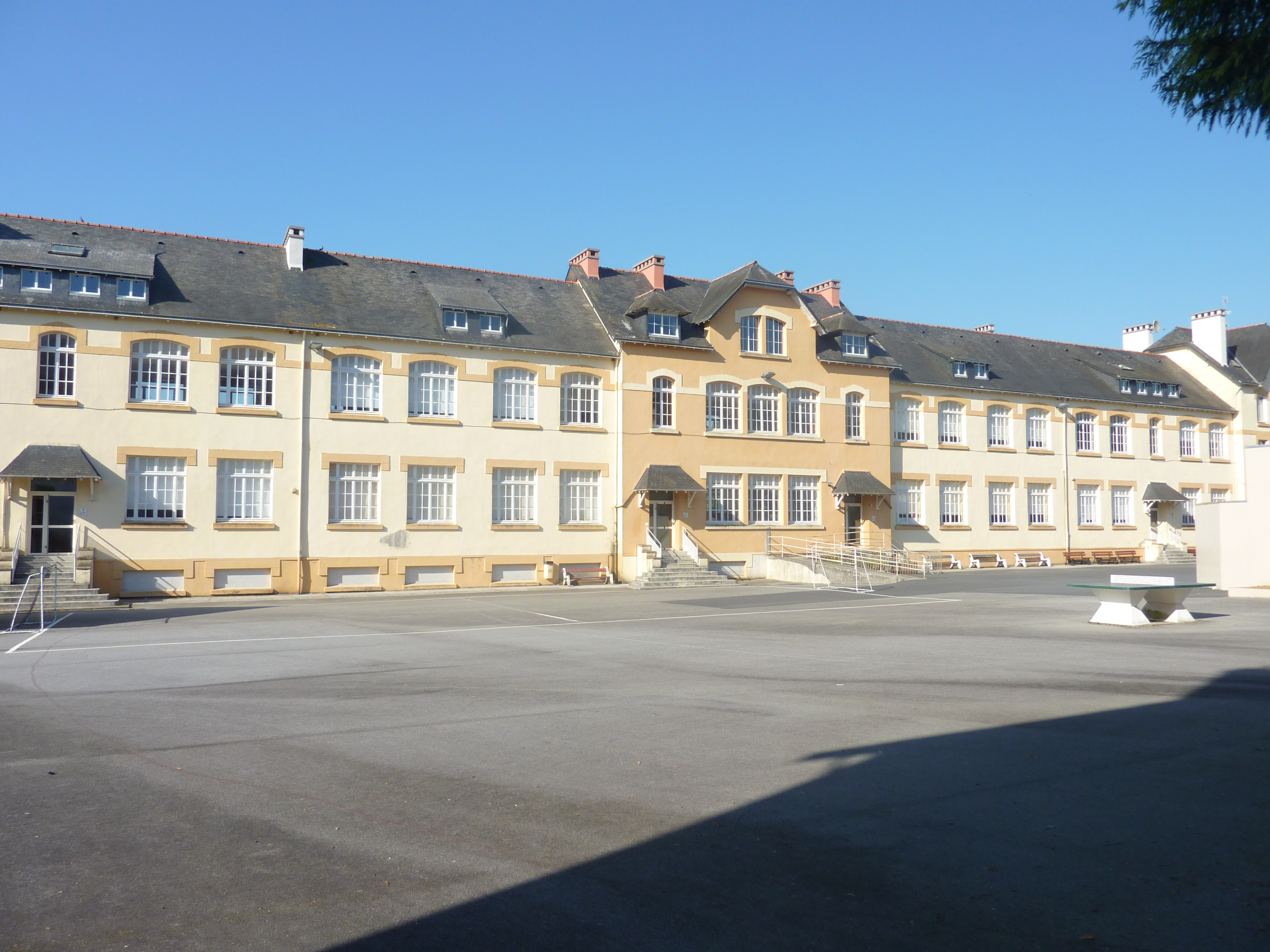
Pont-de-Buis : le collège François-Collobert.

#### La création de la commune
Suzanne Ploux, qui était maire de Saint-Ségal, dont dépendait alors Pont-de-Buis, constatant l'anomalie que représentait la tutelle de Saint-Ségal (750 habitants) sur la cité ouvrière (l'école était par exemple dans un état indigne) qui en comptait près de 3 500, entama les démarches pour faire de Pont-de-Buis une commune indépendante en dépit des oppositions fortes de Saint-Ségal, de Quimerc'h et du Conseil général du Finistère.
Pont-de-Buis-lès-Quimerc'h est la plus jeune des communes du Finistère. Elle fut créée par le décret en date du  20 août 1949 sous le nom de Pont-de-Buis sur des parcelles prises aux communes du Faou, de Saint-Ségal et de Quimerc'h.
En 1965, elle fusionna avec les deux communes de Quimerc'h et Logonna-Quimerc'h, et prit son nom actuel. C'est une commune atypique mêlant Pont-de-Buis, cité ouvrière, ainsi que Quimerc'h et Logonna-Quimerc'h, bourgs ruraux.

#### Le collège et le lycée professionnel
Le collège d'enseignement technique ouvre en 1960 et le lycée d'enseignement professionnel en 1976. Un collège d'enseignement général existe également : le collège François-Collobert.

### LeXXIesiècle
Les 19 et 26 octobre 2013, de violents affrontements eurent lieu sur la voie rapide Quimper-Brest en raison de l'installation à Pont-de-Buis d'appareils destinés à la perception d'une taxe sur les transports routiers.
C'est dans une ferme de Pont-de-Buis, que sont retrouvés des restes provenant de la famille Troadec, disparue à Orvault, le 10 mars 2017.
Les trois communes de Pont-de-Buis, Quimerch et Logonna-Quimerch ont chacune leur monument aux morts.

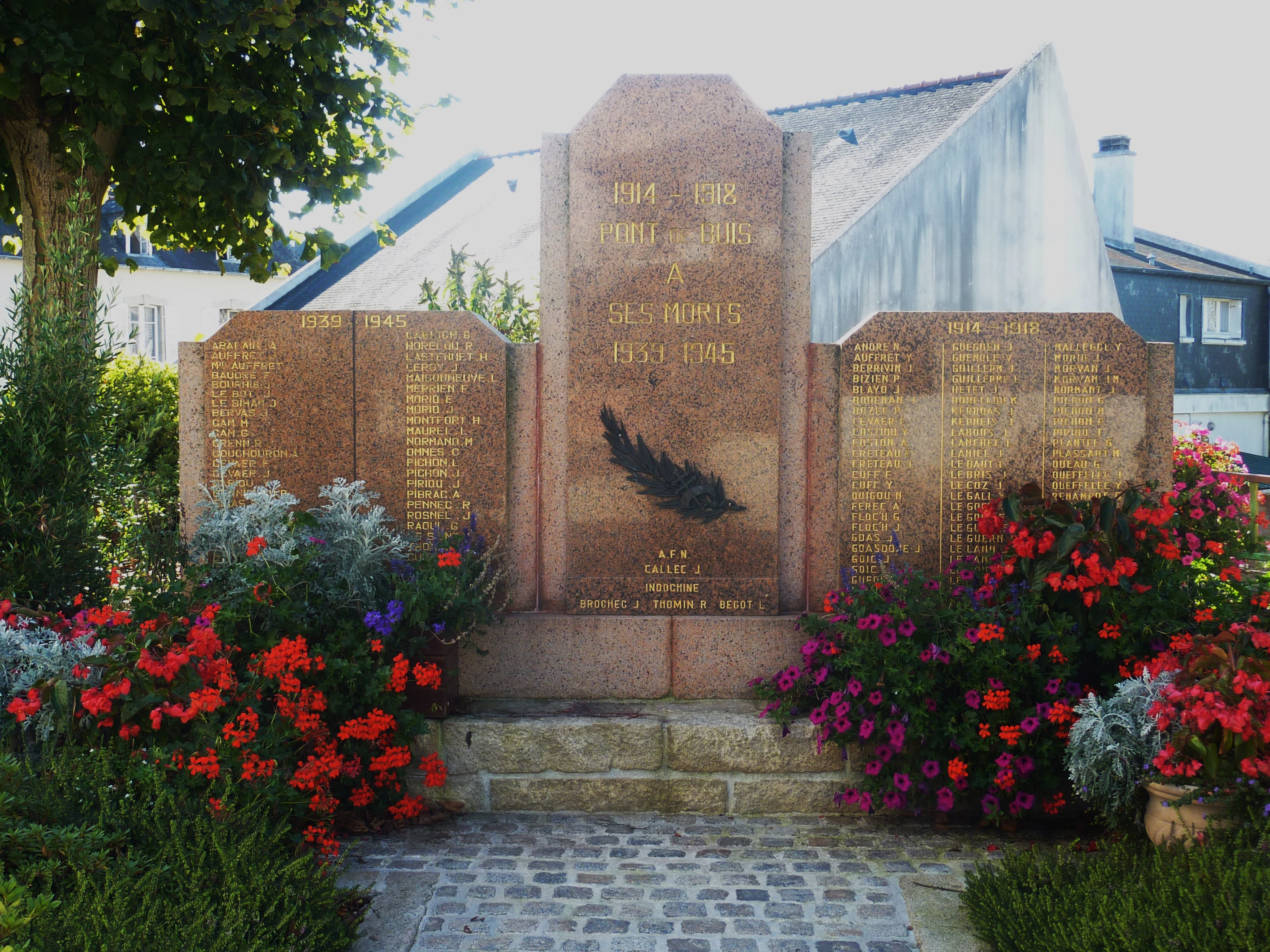
Pont-de-Buis : le monument aux morts.
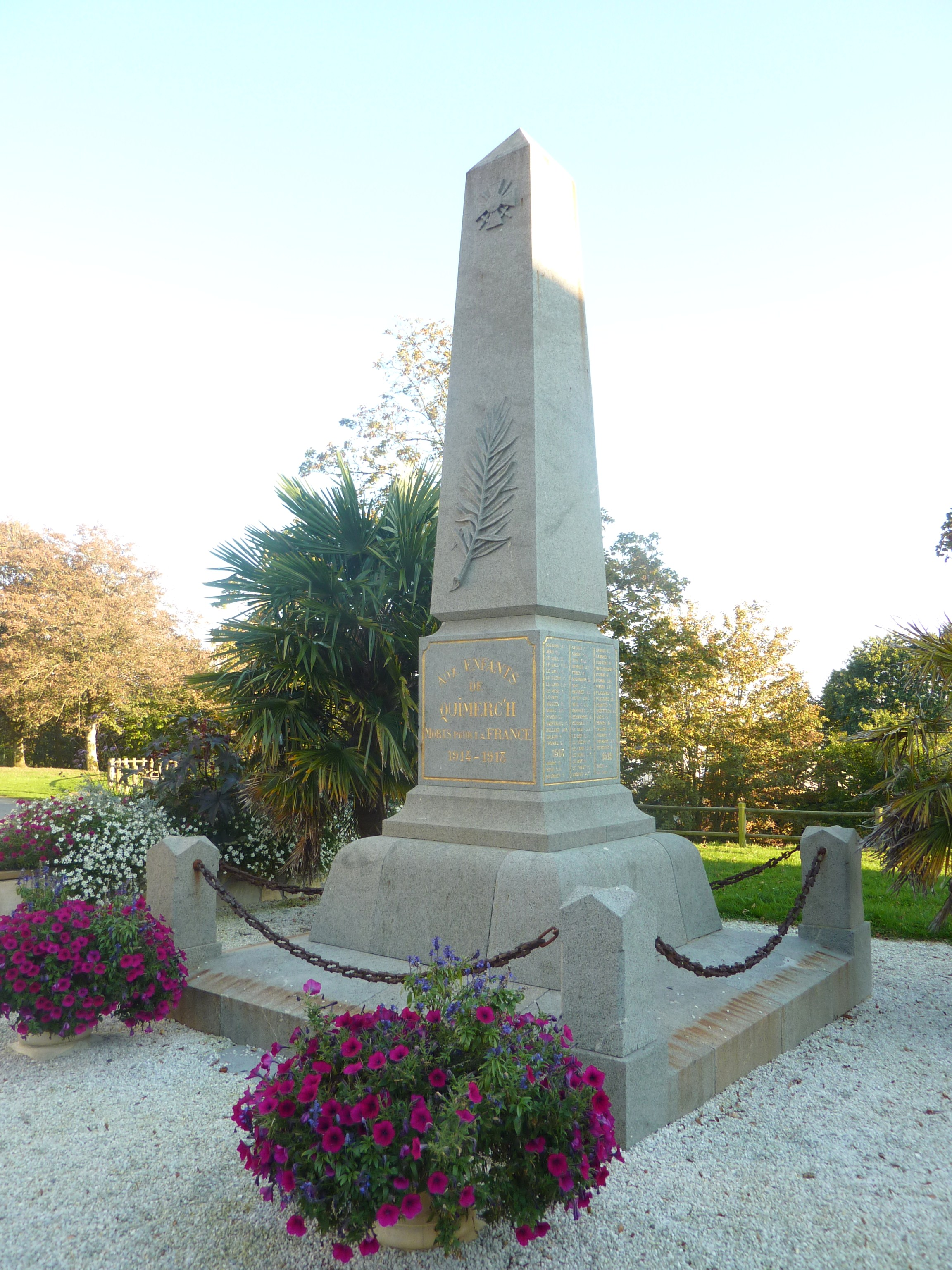
Quimerch : le monument aux morts.
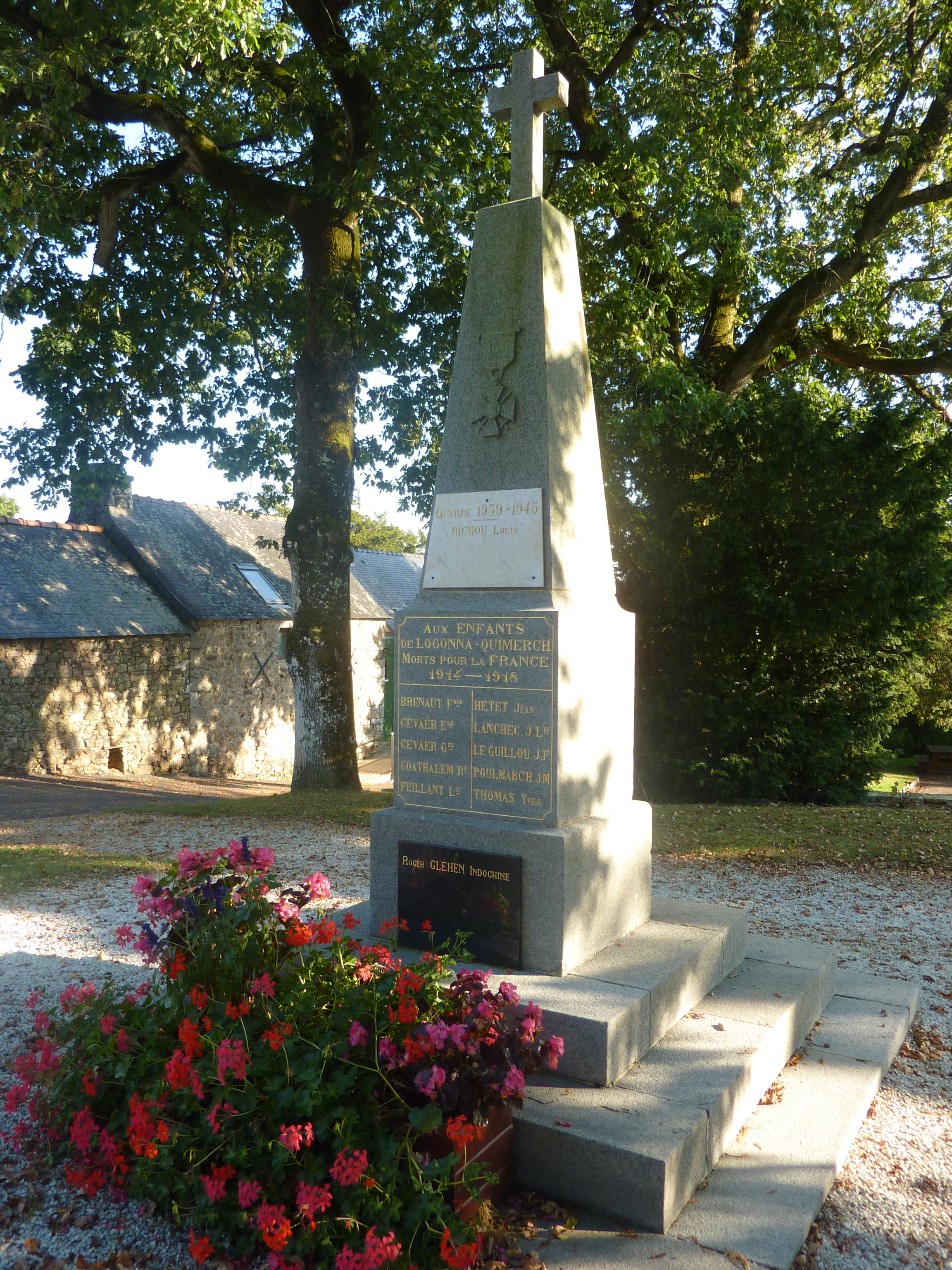
Logonna-Quimerch : le monument aux morts.

## Démographie

### Évolution démographique récente
L'évolution du nombre d'habitants est connue à travers les recensements de la population effectués dans la commune depuis 1946. Pour les communes de moins de 10 000 habitants, une enquête de recensement portant sur toute la population est réalisée tous les cinq ans, les populations de référence des années intermédiaires étant quant à elles estimées par interpolation ou extrapolation. Pour la commune, le premier recensement exhaustif entrant dans le cadre du nouveau dispositif a été réalisé en 2004.
En 2022, la commune comptait 3 571 habitants, en évolution de −7,82 % par rapport à 2016 (Finistère : +2,16 %, France hors Mayotte : +2,11 %).
| 1946  | 1954  | 1962  | 1968  | 1975  | 1982  | 1990  | 1999  | 2004  |
| ----- | ----- | ----- | ----- | ----- | ----- | ----- | ----- | ----- |
| 3 509 | 3 366 | 3 060 | 3 999 | 3 916 | 3 710 | 3 373 | 3 385 | 3 632 |

| 2006  | 2009  | 2014  | 2019  | 2022  | - | - | - | - |
| ----- | ----- | ----- | ----- | ----- | - | - | - | - |
| 3 665 | 3 821 | 3 850 | 3 639 | 3 571 | - | - | - | - |

Commentaire : Le gain subit de 939 habitants survenu entre 1962 et 1968 s'explique par la fusion communale survenue avec les anciennes communes de Quimerc'h et Logonna-Quimerc'h. Sinon, depuis sa création comme commune en 1949, Pont-de-Buis a perdu régulièrement des habitants jusqu'en 1990, en proie à une récession industrielle marquée (déclin de la poudrerie, dont l'« âge d'or » fut la fin du XIXe siècle et les deux guerres mondiales, et des autres activités industrielles). Une certaine reprise démographique se manifeste toutefois récemment dans la première décennie du XXIe siècle. L'évolution du solde naturel en témoigne : si jusqu'en 2005, il était souvent négatif (70 décès pour 53 naissances en 2003 par exemple), il est redevenu positif en 2006 (62 naissances pour 49 décès) et 2007 (72 naissances pour 45 décès). Le solde migratoire, négatif pour la période 1975-1990 (- 0,8 % pour la période 1982-1990 par exemple) est redevenu positif depuis 1990 (+ 1,3 % pour la période 1999-2007). Un redémarrage de l'urbanisation est sensible : 125 logements supplémentaires sont recensés en 2007 (1 944 logements) par rapport avec 1999 (1 819 logements).

### Évolution démographique ancienne
| 1793  | 1800  | 1806 | 1821  | 1831  | 1836  | 1841  | 1846  | 1851  |
| ----- | ----- | ---- | ----- | ----- | ----- | ----- | ----- | ----- |
| 1 438 | 1 646 | -    | 1 731 | 1 840 | 1 952 | 1 954 | 2 024 | 2 159 |

| 1856  | 1861  | 1866  | 1872  | 1876  | 1881  | 1886  | 1891  | 1896  |
| ----- | ----- | ----- | ----- | ----- | ----- | ----- | ----- | ----- |
| 2 055 | 2 056 | 2 111 | 2 023 | 2 018 | 2 223 | 2 241 | 2 370 | 2 480 |

| 1901  | 1906  | 1911  | 1921  | 1926  | 1931  | 1936  | 1946         | 1954  |
| ----- | ----- | ----- | ----- | ----- | ----- | ----- | ------------ | ----- |
| 2 646 | 2 808 | 2 860 | 2 840 | 2 711 | 2 604 | 2 580 | 2 838 (4386) | 4 654 |

| 1962  | - | - | - | - | - | - | - | - |
| ----- | - | - | - | - | - | - | - | - |
| 4 297 | - | - | - | - | - | - | - | - |

Commentaire : Ces résultats ont été obtenus en additionnant les chiffres des recensements de Quimerc'h et Logonna-Quimerc'h pour la période 1793-1946 et ceux des trois communes de Pont-de-Buis, Quimerc'h et Logonna-Quimerc'h pour la période 1946-1962. Deux années posent problèmes : les chiffres de 1806 ont été volontairement omis car les résultats du recensement à Logonna-Quimerc'h cette année-là sont aberrants ; un double résultat est indiqué pour 1946, l'addition des deux communes alors existantes donnant 2838 habitants, mais la population reconstituée de la seule commune de Pont-de-Buis dans ses limites lors de sa création en 1949, donc y compris avec la partie du territoire annexé faisant alors partie des communes de Saint-Ségal et du Faou, donnant alors un résultat (incertain) de 4386 personnes.
L'analyse de l'évolution démographique ainsi reconstituée de l'ensemble du territoire qui forme l'actuelle commune de Pont-de-Buis-lès-Quimerc'h montre une augmentation régulière de la population tout au long de la première moitié du XIXe siècle (+ 721 habitants entre 1793 et 1851, soit + 50,1 % en 58 ans), puis, après un léger déclin pendant le troisième quart du XIXe siècle, une reprise de l'essor démographique jusqu'en 1911 (+ 842 habitants entre 1876 et 1911, soit + 41,7 % en 35 ans) ; l'entre-deux-guerres enregistre un déclin démographique modéré mais la Seconde Guerre mondiale, quel que soit le chiffre retenu pour l'année 1946, montre une reprise démographique liée à la poudrerie; le maximum démographique absolu est atteint en 1954 avec 4654 habitants suivi d'un déclin important ensuite : l'ensemble des communes constituant Pont-de-Buis-lès-Quimerc'h perd 1281 habitants entre 1954 et 1990, soit - 29,4 % en 36 ans en raison d'un net déclin industriel. L'ensemble connaît toutefois un léger renouveau démographique ces dernières années.
Les résultats de ces recensements ne montrent que partiellement les changements de rapport de force intervenus entre les trois localités constituant l'actuelle commune de Pont-de-Buis-lès-Quimerc'h : Logonna-Quimerc'h s'est marginalisée en raison de sa faible importance démographique et de son isolement (15,7 % de la population totale en 1793 mais seulement 2,6 % en 1962), Quimerc'h, pourtant l'ancien chef-lieu communal dont Pont-de-Buis ne fut longtemps qu'un simple hameau également (84,2 % de la population totale, en incluant alors le hameau de Pont-de-Buis, en 1793, 26,2 % du total en 1962), l'ancien hameau de Pont-de-Buis concentrant lors du dernier recensement avant la fusion communale de 1965, donc lors du recensement de 1962, déjà la majeure partie de la population (71,2 % de la population totale).

## Politique et administration

### Liste des maires
| Période       | Période      | Identité       | Étiquette             | Qualité                                               |
| ------------- | ------------ | -------------- | --------------------- | ----------------------------------------------------- |
| 1945          | octobre 1974 | Suzanne Ploux  | RPF puis UNR puis UDR | Députée, secrétaire d'État                            |
| décembre 1974 | mars 1977    | Jean Le Page   |                       | Retraité, ancien adjoint                              |
| mars 1977     | mars 1983    | Jean Poudoulec | PS                    |                                                       |
| mars 1983     | mars 1989    | Albert Foubert | RPR                   | Cadre SNCF retraité                                   |
| mars 1989     | juin 1995    | Paul Le Nest   | DVD                   | Géomètre                                              |
| juin 1995     | 24 mai 2020  | Roger Mellouët | PS                    | Cadre supérieur Conseiller général puis départemental |
| 24 mai 2020   | en cours     | Pascal Prigent | PS                    | Professeur d'histoire-géographie                      |

## Sites et monuments

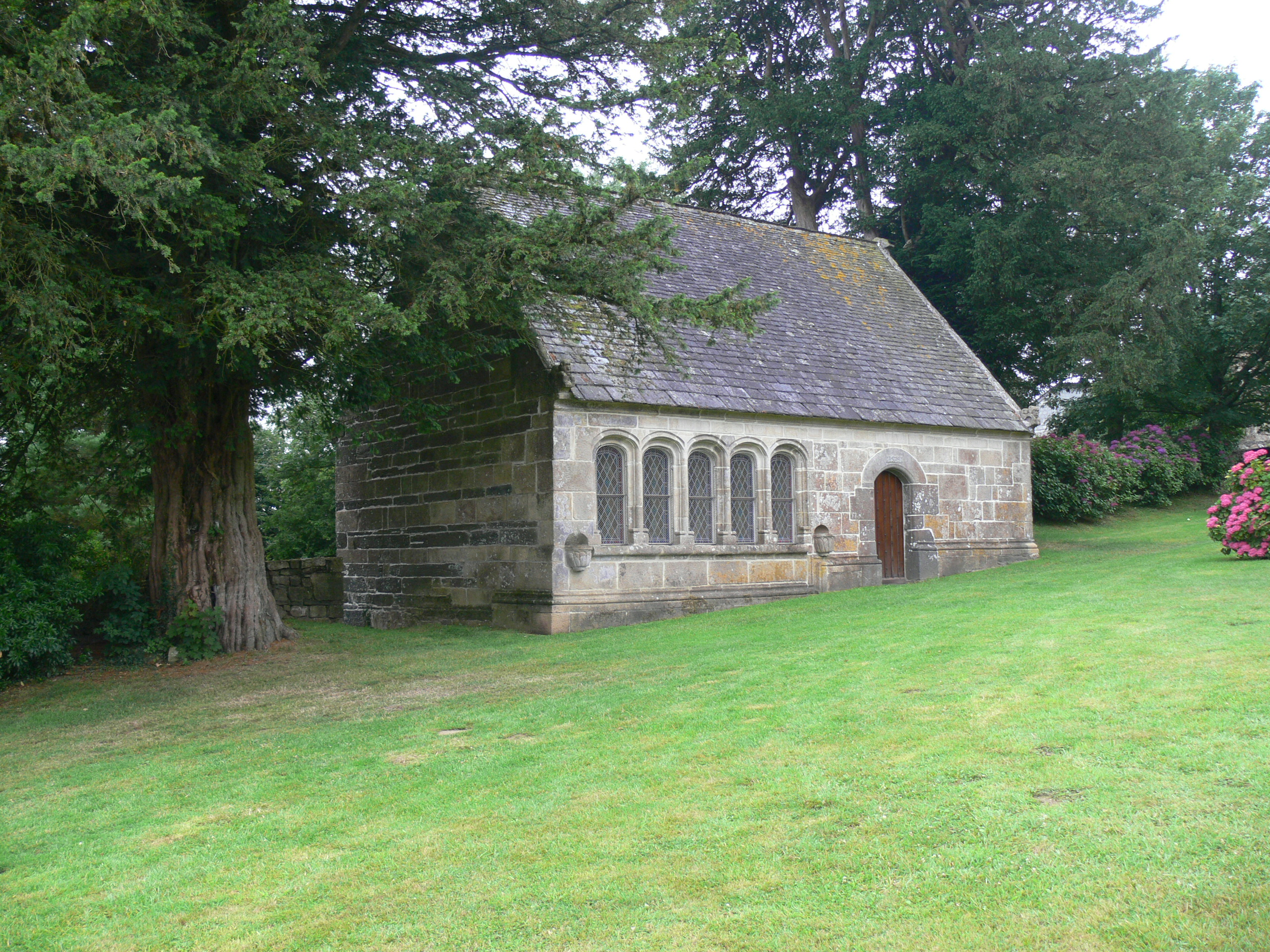
L'ossuaire du vieux bourg de Quimerc'h.

### ÀQuimerc'h

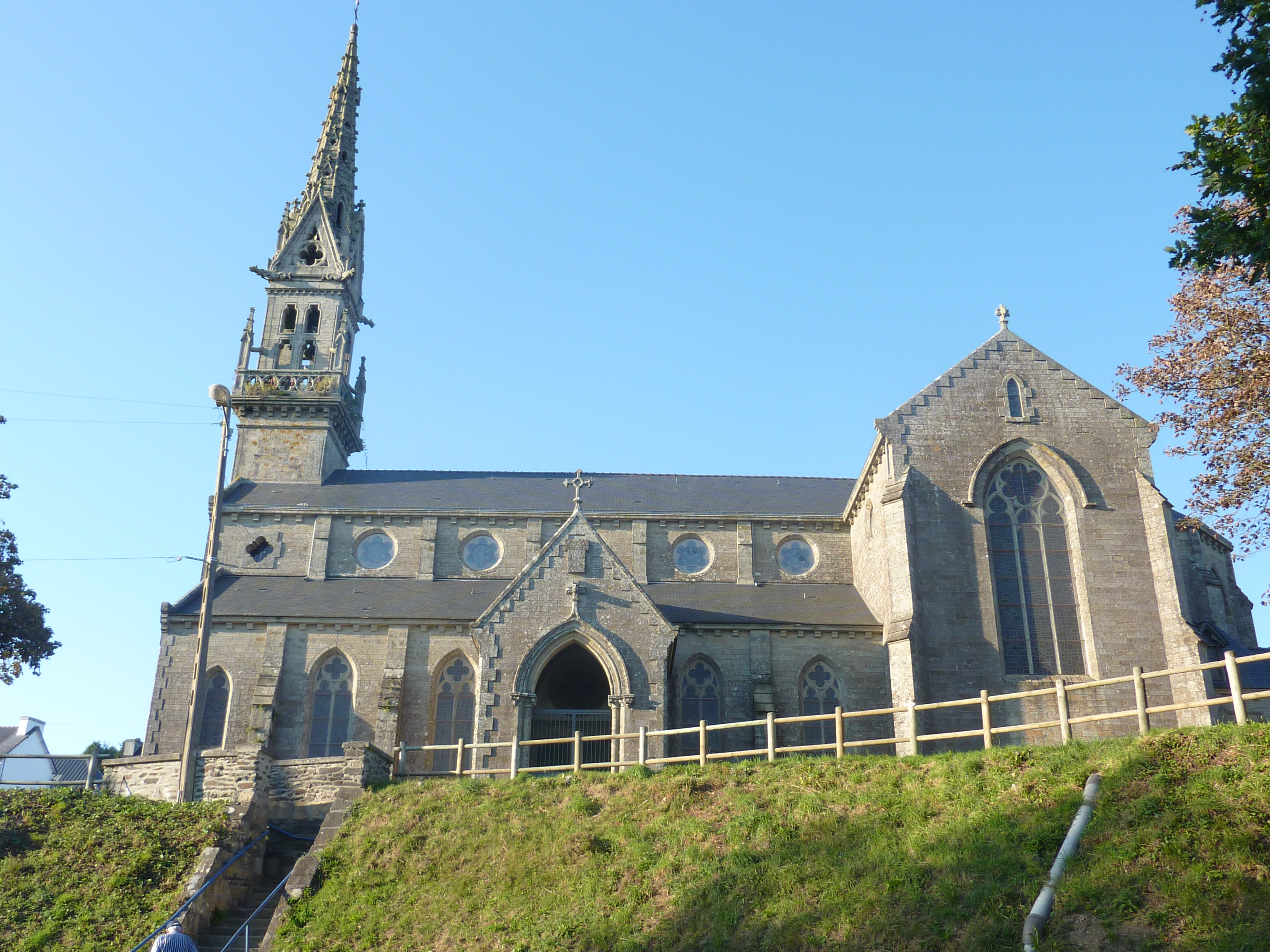
Le bourg actuel de Quimerch : l'église paroissiale du Sacré-Cœur.

- - L'enclos paroissial du vieux bourg de Quimerc'h comprenant :
    - l'église Saint-Pierre, en ruines, est classée monument historique depuis 1932. Cette église de style gothique flamboyant breton, XVIe siècle), est l'ancienne église paroissiale de Quimerc'h, abandonnée en 1877 après que le bourg a été déplacé à quatre kilomètres de là pour le reconstruire sur la route Landerneau - Quimper, près de la nouvelle voie ferrée Landerneau - Quimper. Elle abritait autrefois des pierres datées de 1511 et 1584 qui ont été dérobées[66].
    - l'ossuaire, construit en 1579, récemment restauré, classé comme monument historique depuis 1966.

  - L'église du Sacré-Cœur, au « nouveau bourg » de Quimerc'h, date de la fin du XIXe siècle mais réemploie des éléments de l'ancienne église Saint-Pierre du "Vieux bourg" de Quimerc'h, d'où proviennent aussi le calvaire et la chapelle funéraire qui y ont été transplantés.

### ÀLogonna-Quimerc'h

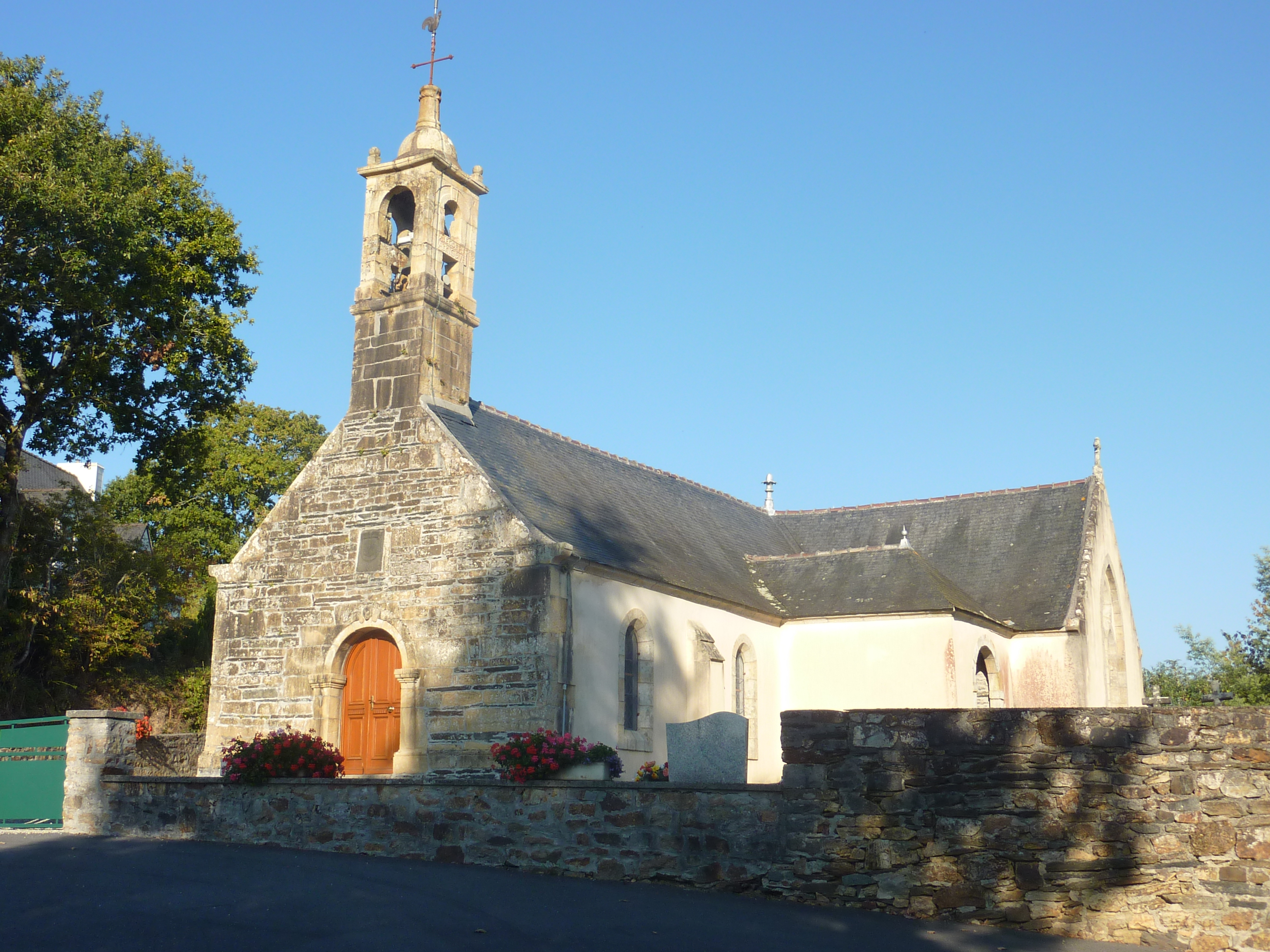
Logonna-Quimerch : l'église paroissiale Saint-Onna.

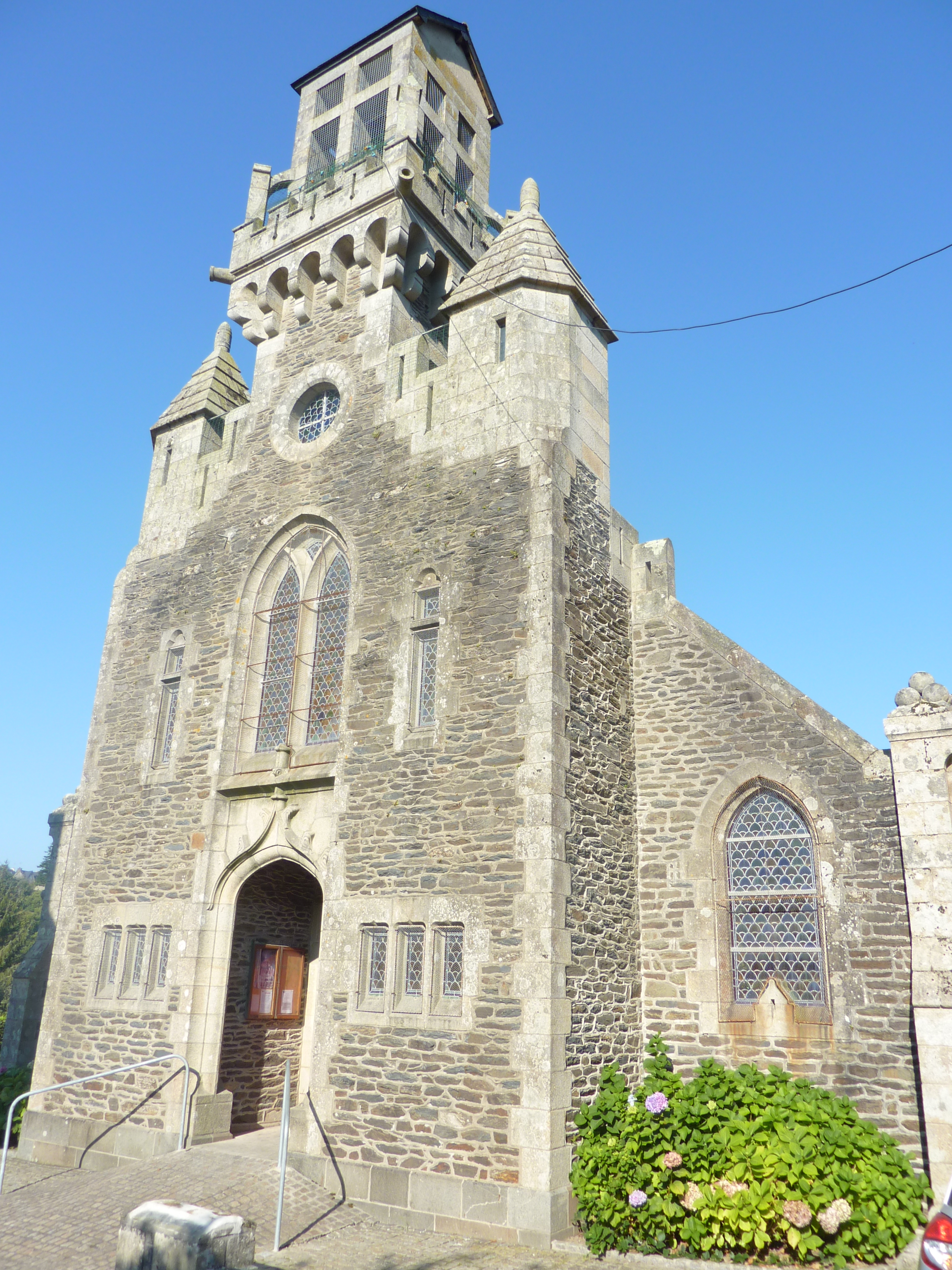
Pont-de-Buis : l'église paroissiale Sainte-Barbe, construite par l'architecte Charles Chaussepied.

- - L'église Saint-Onna, consacrée à saint Onna ou saint Nonna, date du XVIIe siècle.
  - Le manoir de Kermorvan

### ÀPont-de-Buis
- - l'église Sainte-Barbe (1910-1914) de la paroisse de Pont-de-Buis, édifiée en 1910 sur les plans de l'architecte Charles Chaussepied. L'édifice comprend une nef de six travées avec bas-côtés, terminée par un chœur à chevet droit peu débordant. L'église abrite une statue ancienne de sainte Barbe et deux Vierges[1].
  - L'ancien manoir de Guernevez date pour partie du XVe siècle ; c'était le siège d'une petite seigneurie dans la mouvance de la vicomté du Faou qui appartenait en 1426 à Olivier de la Palue[67].
  - Le moulin de la Palue[68] date de 1758 et dépendait de la seigneurie de la Vileneuve.
  - La maison dite manoir de la poudrerie, construite vers 1694, pour Gilbert de la Forêt, directeur des moulins à poudre de la poudrerie (réaménagée aux XVIIIe siècle et XIXe siècle).

## Personnalités liées à la commune

### ÀQuimerc'h
- Gilles Conen de Saint-Luc, président à mortier du Parlement de Bretagne, âgé alors de 75 ans, et sa femme, Françoise-Marie du Bot, sont arrêtés dans leur château du Bot en Quimerc'h le 10 octobre 1793, emprisonnés à Carhaix ; leur fille, Victoire est arrêtée à Quimper fin janvier 1794. Tous les trois sont traduits devant le tribunal révolutionnaire de Paris, condamnés à mort et exécutés, faisant partie d'une fournée de 17 condamnés, le 1er thermidor an II (19 juillet 1794)[69].

- Le comte Jean-Marie de Silguy, né au château du Bot à Quimerc'h est le fondateur, par le legs de ses tableaux, du musée des beaux-arts de Quimper.
- Albert Louppe

### ÀPont-de-Buis
- Suzanne Ploux (1908-1992), ministre française, en fut maire de 1945 à 1974.
- Louis Berthelot : ce sabotier, originaire de Scaër et installé à Pont-de-Buis, perdit « sa foi et sa jambe » sur le front de la Grande Guerre, ce qui ne l'empêcha pas de poursuivre son combat d'homme, de militant et de résistant jusqu'à sa mort. Le plus marquant fut son arrestation durant la Seconde Guerre mondiale. Yves, alors son voisin, se souvient le voir « monter devant chez nous avec sa jambe de bois et sa Légion d'honneur, encadré par deux gendarmes français[70] ! ».
- Gaétan Nocq, graphiste, enseignant et auteur de bande dessinée né en 1968.

## Sources